# 이니셜 D의 등장인물 목록
다음은 일본의 만화, 애니메이션인 《이니셜 D》의 등장인물 목록이다.

## 중요한 캐릭터들
이 캐릭터들은 만화의 줄거리에 많은 영향을 끼친다.

### 후지와라 두부점(藤原とうふ店)
이카호온천 부근에 있는 후지와라 분타가 운영하는 평범한 두부집,
분타는 아들인 후지와라 타쿠미의 운전 실력을 키울 겸 타쿠미가 중학교 1학년이 되던 해부터 아키나 호수 부근의 호텔로 두부배달을 시키고 있다.
군마 현 시부 카와 시에 위치해있다.

#### 후지와라 타쿠미(藤原 拓海)
| 나이                                                                                                  | 18(4th Stage에서는 19세) |
| 신장/체중                                                                                             | 174cm/58kg |
| 성별                                                                                                  | 남성 |
| 차량                                                                                                  | 1983 토요타 스프린터 트레노 GT-APEX (AE86) (초기형 3도어 해치백) |
| 색상                                                                                                  | 하이테크 투톤 |
| 튜닝 (아키나 전기 - 처음부터 아카기에서의 스도 쿄이치 제 1전까지)                                     | Cibié T353 안개등, 후지츠보 MC50 머플러, RS-와타나베 8 스포크 휠 (블랙), 토요타 도어바이저, 후지와라 두부점 스티커, 이탈볼란티 제 어드미럴 레드 트림 스티어링 휠 |
| 튜닝 (아키나 후기, 프로젝트 D 전기 - 쇼마루 고개 아키야마 와타루 전부터 프로젝트 D 토치기 제 1전까지) | Cibié T353 안개등, 후지츠보 MC50 머플러, RS-와타나베 8 스포크 휠 (블랙), 토요타 도어바이저, 후지와라 두부점 스티커, TRD 그룹 A AE101 20v 실버탑 4A-GEU 엔진 (250마력/11,000RPM, 프로젝트 D에 들어간 이후 토크곡선을 고르게 튜닝하고 출력 및 rpm을 조정하여 210마력/9,000rpm으로 변경됨.), 이탈볼란티 제 어드미럴 레드 트림 스티어링 휠, 풀 버켓 시트(운전석, 제조사 불명) |
| 튜닝 (프로젝트 D 중, 후기 - 토치기 제 2전부터 카나가와 원정 최종전까지)                               | Cibié T353 안개등, 탄소섬유 소재 보닛, 후지츠보 MC50 머플러, RS-와타나베 8 스포크 휠 (블랙), 토요타 도어바이저(카나가와 원정 때 없어짐), 후지와라 두부점 스티커, TRD 그룹 A AE101용 20밸브 실버탑 4A-GE 엔진 (210마력/9,000RPM), MOMO 제 RACE 스티어링 휠(단행본 한정으로 카나가와 원정 제 2전(vs RT 카타기리 SV 코가시와 카이)부터 장착, 애니메이션판에서는 이탈볼란티 스티어링 휠을 그대로 유지), 앞좌석 풀 버킷 시트(토치기 제 2전 타치 토모유키와의 대결 때부터 장착), TAKATA 제 앞좌석 4점식 드리프트 하네스 세트(토치기 제 2전 타치 토모유키와의 대결 때부터 장착), 롤케이지(카나가와 원정 제 2전(vs RT 카타기리 SV 코가시와 카이)부터 장착), 자체제작 커스텀 계기판(이바라키 퍼플 섀도우 전(vs 조시마 토시야) 이후에 장착됨), 아크릴 글래스가 내장된 FRP 일체성형 트렁크 도어(카나가와 원정 최종전(vs 사이드와인더 이누이 신지) 한정), 이 외 일부 편의장비 및 에어컨 유닛 제거 |
| 차량번호                                                                                              | 群馬 55 お 13-954 |

고작 18세인 후지와라 타쿠미 (藤原拓海 Fujiwara Takumi), 는 아키나의 두부집 주인인 후지와라 분타의 아들이다. 타쿠미는 별로 자신의 감정을 드러내지 않는다. 그의 절친한 친구는 타케우치 이츠키이며, 레이싱 팬이다.
타쿠미는 이츠키와 함께 주유소에서 아르바이트를 한다. 주유소에는 아키나 홈 레이싱 팀 아키나 스피드 스타즈의 이케타니도 일하고 있었다. 초반 몇 에피소드 동안은 이케타니와 이츠키는 타쿠미가 운전에 소질이 없다고 생각한다. 왜냐하면 타쿠미는 별로 자동차와 레이싱에 관심이 없었기 때문이다.
유일하게 타쿠미의 소질을 눈치채고 있었던 것은 주유소의 주인인 유이치. 타쿠미가 드리프트 테크닉에 대해 이츠키와 이케타니와 토론을 할 때 이미 무서운 레이싱의 소질을 느끼고 있었다. 사실, 타쿠미는 이케타니와 이츠키보다 더 빨리 운전을 시작했다. 타쿠미는 이미 그의 아버지 분타의 AE86 스프린터 트레노를 5년 동안 (그가 12살 때부터)타고 있었다. 그는 새벽 4시마다 두부를 호텔에 아키나 고개를 넘어 배달하고 있었다. 타쿠미는 자신이 아버지에 의해 자신도 모르게 훈련되고 있다는 사실을 모르고 있었다.
분타는 타쿠미의 운전실력을 아키나에서 만큼은 최고로 만들고 싶었다. 그는 타쿠미에게 파워풀한 자동차들을 자신의 스프린터 트레노로 오직 실력으로 이기길 원했다. 타쿠미는 5년 동안 아키나를 넘나들며 엄청난 실력을 쌓고 있었다. 타쿠미는 아키나에서만큼은 고속에서 일어나는 어떤 상황에든지 대처할 수 있었다. 분타는 5년 동안 한결같이 트레노에 물을 가득 담은 컵을 컵 거치대에 걸어 놓고 물을 쏟지 않도록 훈련을 시켰다. 이 훈련은 민감한 하중이동의 컨트롤을 위한 테크닉을 키우는 것을 목적으로 했으며, 타쿠미에게 많은 도움이 되었다.
처음에 타쿠미는 아무 팀의 소속도 아니었지만 (아키나 스피드 스타즈 편에 가까웠다고 본다.) 나중에 타쿠미는 타카하시 료스케가 만든 슈퍼 팀 프로젝트 D에 가입하게 되고 일본 전역에 놀라운 신기록을 세우는 것을 목표로 했다. 타쿠미는 다른 사람들 만큼은 이길 자신이 있었지만 그의 아버지는 한번도 이기지 못했다.
타쿠미는 온순하고 순진한 학생처럼 보이지만 레이싱 할 때 만큼은 고도의 집중력을 발휘한다.
타쿠미의 강요받기 싫어하는 성격과 고집스러운 면은 아버지인 분타와 붕어빵인 성격을 가지고 있다.
주행 중 타쿠미가 분노를 하거나 위기를 느끼게 되면 그 감정이 그대로 드라이빙에 두각을 나타낸다. 감정이 고조될 수록 타쿠미의 주행은 더욱 빨라진다.
타쿠미의 라이벌은 타카하시 케이스케이며, 조언자로는 타카하시 료스케와 아키야마 와타루, 뛰어 넘어야 하는 존재는 아버지인 후지와라 분타이다.
XTM에서 더빙하여 방영할 당시에는 "유태민"으로 이름을 바꾸어낸 바가 있었다.

#### 후지와라 분타(藤原 文太)
| 나이      | 1'43'(4th Stage에서는 44세) |
| 성별      | 남성 |
| 차량      | 1998 스바루 임프레자 WRX STi 쿠페 타입 R 버전 V (GC8) |
| 색상      | 소닉 블루 미카 (애니메이션, 아케이드 스테이지 4,5,6 더블에이스 / 건메탈 그레이 미카 (단행본, 아케이드 스테이지 1,2,3, 스트리트 스테이지Gunmetal Gray Mica (Manga, Arcade Stage 1, 2, 3 and Street Stage) |
| 튜닝      | STi WR-타입 프론트 범퍼 (22B STi 버전), STi 스포츠 인테리어 트림, STi 스포츠 스티어링 휠, 브릿지스톤 포텐자 RE-01 타이어, STi 스포츠 배기구                                                              |
| 차량 번호 | 群馬 52 が 13-600 |

후지와라 분타 (藤原文太 Fujiwara Bunta)는 아키나의 두부집 주인이며 후지와라 타쿠미의 아버지이다.그는 왕년엔 레이싱계의 No.1 레이서였지만 지금은 레이싱에선 손을 땠다. 그는 그의 아들 타쿠미의 레이싱 실력 발전에만 집중하고 있다. 그는 한밤중에 놀라운 실력으로 아키나를 내려오며 "아키나의 하얀 유령"이라는 별명도 얻었다. 그리고 그는 노말의 4A-GE엔진의 AE86으로 아키나 최단시간 다운힐 기록도 세웠다. 세월이 오래 지난 지금 까지도 그 기록을 깬 사람은 없다.
그는 그 만의 훈련법 (물 담은 컵 훈련법 "타쿠미" 파트 참조)으로 두부가 일그러지지 않을 정도의 민감하고 안정적인 하중이동의 테크닉을 가르쳤다. 또, 우리는 여러 에피소드에서 분타가 자신의 친구이자 주유소 사장인 유이치를 조수석에 태우고 드리프트 도중 아무렇지도 않게 스티어링에서 손을 떼고 담뱃불을 붙이는 광경을 볼 수 있다.
나중에 그는 트레노를 타쿠미에게 양도하게 되고 그는 스바루 임프레자 WRX STi 타입 R 버전 V를 아키나에서 타게 된다. 그는 고의적으로 그의 아들 타쿠미가 아키나에서 내려 올 때를 틈 타 자신의 임프레자로 타쿠미를 간단하게 비틀어 타쿠미가 4륜구동차 컴플렉스를 가지게 했다. 그리고 그는 그의 임프레자와 AE86을 번갈아 타며 배달을 하게 한다. 그는 그의 아들에게 신식 차들의 잠재성을 보여주고 4륜구동 차의 특징을 보여주기 위해 이러한 과정을 거쳤다. 그의 계획적인 트레이닝으로 타쿠미는 점점 강해지게 된다.
후지와라 분타의 주행을 아는 극중 인물은 유이치, 마사시, 코가시와 켄이며, 후지와라 분타의 존재를 알만한 존재로 추정되는 극중 인물은 퍼플 섀도우의 톱 배터인 신의 손(조시마 토시야)과 신의 발(호시노 코조) 및 동당 스쿨의 사장이 해당된다.
분타의 성격은 타쿠미와 붕어빵. 아키나에서 타쿠미를 좌절시킬 정도의 최고속 전개 다운힐이 기본이자 전문인 은퇴한 레이서이지만 애니메이션에선 아직까지도 그의 정체는 베일에 쌓여져 있다. 현역 시절 여러 부류의 레이싱계를 재패했을 것으로 추정되며, 레이싱 테크닉에 있어 애니메이션에선 은퇴한 지금도 No.1을 지키고 있다. 어떠한 레이아웃의 차라도 한계 이상의 성능과 주행을 가볍게 이루어 낸다.
후지와라 분타 최고의 라이벌은 닛코 이로하자카를 홈으로 하던 랠리스트 '코가시와 켄'이었고, 그에게 패배를 안겨준 후로 그의 라이벌은 지금까지도 아무도 없다.
라이벌 구도로 본다면 후지와라 분타 > 코가시와 켄 > 퍼플 섀도우의 조시마 토시야(신의 손) & 호시노 코조(신의 발)  > 타카하시 료스케 & 스도 쿄이치 > 타카하시 케이스케 & 후지와라 타쿠미 정도.
XTM에서 더빙하여 방영할 당시에는 "유강식"으로 이름을 바꾸어낸 바가 있었다.

### 아키나 스피드 스타즈(AKINA SPEED STARS)
이케타니 코이치로가 리더를 맡고있는 아키나 산의 레이서 팀. 레이싱을 매우 잘하는 팀이 아니라, 자동차 애호가들이 모인듯한 느낌을 들게하는 "동호회" 수준의 팀이다.
「아키나 최속」을 표방하고는 있지만, 실력은 그에 미치치 못하며, 정작 배틀이 있을 경우에는 타쿠미에게 모든 배틀을 맡기고 있는 편이다.
프로젝트 D 출범 (4th Stage) 과 동시에 그 이후의 활동은 거의 보이지 않고 있다.
| 주요 활동지 | 군마 현 시부카와 시, 아키나 산(가칭이며, 실제 지명은 하루나 산이라고 한다.) |
| 리더        | 이케타니 코이치로                                                           |

| 이름              | 차량                         | 전담경기  |
| ----------------- | ---------------------------- | --------- |
| 이케타니 코이치로 | 닛산 실비아 K's (S13)        | 다운 힐   |
| 켄지              | 닛산 180SX 타입 X (RPS13)    | 힐 클라임 |
| 타케우치 이츠키   | 토요타 코롤라 레빈 SR (AE85) | 다운 힐   |

#### 이케타니 코이치로(池谷 浩一郎)
| 나이      | 21(4th Stage 에서는 22세)          |
| 성별      | 남자                               |
| 차량      | 1988/1992 닛산 실비아 K's (S13)    |
| 차량 색상 | 라임 그린 투톤                     |
| 튜닝      | 닛산 프론트 립, 닛산 사이드 스커트 |
| 차량번호  | 群馬 58 へ 51-745                  |

타쿠미의 지인 중 한 명인 이케타니 코이치로(池谷 浩一郎, Koichiro Iketani)는 아키나 스피드 스타즈의 리더이다. 타치바나 유이치가 운영하는 아키나 산 인근의 주유소에서 후지와라 타쿠미와 타케우치 이츠키의 선배로 일하고 있으며 다른 아키나 스피드 스타즈의 멤버인 켄지와는 친구 사이. 다른 사람을 대하는 자세는 나무랄 데 없으나, 자기 자신에게 자신감을 잘 갖지 못하여 이성 관계에도 상당히 서툴다.
아카기 레드 선즈와의 교류전을 위해 다운힐 연습을 하며 걱정을 하던 중, 맞은편에서 나타난 미쓰비시 파제로 차량에 당황해 가드레일에 충돌하는 사고를 일으킨 적이 있다. 이후, 실비아의 수리가 완료될 동안 자신의 레이싱 테크닉을 점검하며 사이드 브레이크를 이용한 드리프트를 터득했다. S14를 싫어하며, 이 때문인지 나카무라 켄타와 마주칠 때마다 기분 나빠하는 모습을 볼 수 있다.
이케타니가 타는 S13의 모델은 사이타마현에 있는 튜닝샵 테크노 프로 스피리츠의 S13이다.

#### 타케우치 이츠키(武内 樹)
| 나이      | 18(4th Stage에서는 19세) |
| 성별      | 남자 |
| 차량      | 1985 토요타 코롤라 레빈 SR AE85                                                                                                  |
| 차량 색상 | 하이 테크 화이트 |
| 튜닝      | 토요타 에어로 다이나믹 그릴, 토요타 도어 바이저, 아키나 스피드 스타즈 (AKINA SPEED STARS) 스티커, 터보 차져(4th Stage 이후 장착) |
| 차량번호  | 群馬 56 へ 11-009 |

타케우치 이츠키(武内 樹, Itsuki Takeuchi)는 타쿠미의 절친이다. 그는 이니셜 D에서 가장 코믹적인 역할을 맡고 있다. 이츠키 역시 주유소에서 타쿠미, 이케타니와 함께 일하고 있다. 이츠키는 코롤라 레빈 GT-APEX (AE86)을 사기 위해 돈을 모으려고 했다.(그는 스프린터 트레노를 모는 친구 타쿠미와 비교되어 보이고 싶었다.) 하지만 그는 차량을 판 사람한테 속아 성능이 떨어지는 (저출력, 약한 제동력, 약한 차체) AE85를 사고 만다. 이케타니 코이치로와 켄지도 이츠키의 AE85를 보고 비웃었다. 그는 항상 그의 레이싱 실력을 차 때문이라고 탓하고 다녔지만 타쿠미가 그의 차를 타고 엄청난 드리프트를 보여준 뒤부터는 입을 다물고 다닌다. 그는 드라이버의 실력에 따라서 차가 이렇게도 달라질 수 있다는 것을 알게 된다. 4th Stage부터 이츠키는 AE85에 할부로 터보차저(대깡터보)를 장착하게 된다.

#### 켄지(健二)
| 나이      | 21(4th Stage에서는 22세)            |
| 성별      | 남자                                |
| 차량      | 1994/1996 닛산 180SX 타입 X (RPS13) |
| 차량 색상 | 화이트                              |
| 튜닝      | 닛산 프론트 그릴, 닛산 스커트       |
| 차량번호  | 群馬 56 へ 11-305                   |

아키나 스피드 스타즈(AKINA SPEED STARS)의 멤버로 이케타니의 친한 친구이다. 켄지 (健二, Kenji)는 닛산 180SX을 몰고 있다. 켄지는 가끔 이츠키와 타쿠미가 일하는 주유소에 들러 유이치와 이케타니와 함께 드라이빙 기술에 대해 이야기를 나누곤 한다.
켄지는 자신이 스피드 스타즈의 No.2 라고 자만하고 있다. 아키나 스피드 스타즈와 아카기 레드 선즈(Akagi Red Suns) 사이에 첫 교류전이 있었을 때 그는 케이스케와의 배틀에 출전할 뻔했다. 이케타니가 부상으로 출전을 못하고 정체 불명의 AE86은 나타날 기미를 보이지 않았기 때문이다.

### 분타와 관련된 등장인물들

#### 타치바나 유이치(立花 祐一)
| 나이 | 42 (4th Stage에서는 43세)       |
| 성별 | 남자                            |
| 차량 | 토요타 비스타 세단 2.0 αX (V41) |

후지와라 분타의 친구이자 타쿠미와 이츠키, 이케타니가 일하고 있는 주유소의 사장이다. 젊은 시절에 레이서였지만 현재 은퇴하고 주유소를 운영하고 있다. 일찍이 타쿠미의 잠재성을 눈치챈 사람이기도 하며, 전설의 AE86의 드라이버가 분타였지 않았냐고 생각하는 유일한 사람이기도 하다. 처음에 타쿠미가 AE86을 운전한다는 사실을 몰랐으나 분타와 전화 통화를 하는 도중 타쿠미도 AE86을 운전한다는 사실을 전해 듣는다. 1st Stage 24화에서 분타는 AE86의 차륜 테스트를 할 겸 유이치를 태우고 드리프트하는데, 돌입 초반에 스티어에서 손을 떼고 담배를 찾아 불을 붙이며 느긋하게 행동하는 분타를 보고 유이치는 내려달라고 소리를 치며 겁을 먹는다. 유이치는 분타를 "크레이지 분타"라고 부른다.

### 아카기 레드선즈 / 프로젝트 D
프로젝트 D는 1년 간, 현외 원정으로 관동지방 완전 제압 후 해산을 목표로 하는 군마 현의 프로젝트 팀이다.
타카하시 료스케가 순수하게 공공도로에서 육성된 타쿠미와 서킷에서 육성된 케이스케의 장래를 비교해 보려는 심리도 드러나 있다. 프로젝트 D는 엄청난 정보와 기술 그리고 아카기 레드선즈 출신 하이-테크니컬 기술자들이 많아 다른 기존 마운틴 레이싱 팀과는 다르다. 두 대의 차 (AE86, FD3S)는 각각 다른 기술자를 가지고 있으며 그들은 타쿠미와 케이스케의 차를 그 지역의 특징 및 지형에 맞는 최적의 상태로 항상 맞춰준다. 나카무라 켄타는 레드선즈의 멤버였던 프로젝트 D 의 멤버로 타카하시 형제를 추종하고 프로젝트 D의 스태프로 일하고 있다. 켄타는 각 팀과의 배틀 전에 코스를 비디오로 찍어오고 케이스케의 잔심부름도 하며 프로젝트 D 지원용 승합차 한 대를 몰고 있다.

#### 아카기 레드선즈(赤城RedSuns)
원래 어느 팀에도 속하지 않은 채, 혼자서 레이싱을 펼치던 타카하시 료스케가 관동 최속 프로젝트를 위해 아카기 산을 달리는 레이서 중 우수한 레이서만을 모아 만든 팀이다. 관동 최속 프로젝트는 이바라키, 도쿄, 치바, 카나가와 등 관동의 6개 구역을 휩쓸고 해산하는 전설의 팀을 만드는 것을 목표로 한 프로젝트이다.
아카기 레드선즈는 원칙적으로 아카기산에서의 홈 배틀을 가능한한 하지 않으며, 원정 경기를 주로 하는데, 케이스케는 그 이유를 "홈 코스에서는 스릴을 느낄 수 없다" 라고 말하고 있다. 1군과 2군을 나눠 1군에서는 사이드 브레이크를 사용하는 드리프트는 금지하고 있다.
(XTM에서 더빙하여 방영할 당시에는 팀 이름이 "아차산 레드선즈"였었다.)
| 주요 활동지 | 군마 현 세타 군 아카기 산 |
| 리더        | 타카하시 료스케           |

| 이름              | 차량                                      | 전담경기            |
| ----------------- | ----------------------------------------- | ------------------- |
| 타카하시 료스케   | 마쓰다 사반나 RX-7 ∞（INFINI）-III (FC3S) | 다운 힐 & 힐 클라임 |
| 타카하시 케이스케 | 마쓰다 RX-7 타입 R (FD3S)                 | 다운 힐 & 힐 클라임 |
| 나카무라 켄타     | 닛산 실비아 Q's 에어로 (S14)              | 다운 힐             |

##### 타카하시 료스케(高橋 涼介)
| 나이                       | 23(4th Stage에서는 24세) |
| 성별                       | 남성 |
| 차량                       | 1990 마쓰다 사반나 RX-7 ∞（INFINI）-III (FC3S) |
| 색상                       | 크리스탈 화이트 |
| 레드선즈 활동 시기의 튜닝  | Cibie T353 안개등, 후지타 엔지니어링 프론트 립, 마쓰다스피드 싱글 배기구, 2.0 부스트 미터, MS-01 림, Works Meister S13 림 , RS 와타나베 8 스포크 F8 림, 버킷 레이싱 시트, 마쓰다스피드 스티어링 휠 |
| 프로젝트D 활동 시기의 튜닝 | Cibie T353 안개등, 후지타 엔지니어링 프론트 립 범퍼, 마쓰다스피드 싱글 배기구, 2.0 부스터 미터, 재도색 프론트 립, Work Meister S13 림 (은색), 버킷 레이싱 시트, 마쓰다스피드 스티어링 휠           |
| 호죠 린과의 배틀 시의 튜닝 | Free Style 리어 윙, Garage Kagotani 탄소섬유 재질의 보닛, RE 아메미야 프론트 스포일러&리어 범퍼, 알루미늄 휠(메이커 불명), 고정형 헤드라이트(메이커 불명)                                          |
| 차량 번호                  | 群馬 58 よ 13-137 |

영어 위키에 한정적인 내용이지만 모델은 본 작품의 감수자인 츠치야 케이치의 조언자인 타카하시 쿠니미츠라고 한다.
타카하시 료스케는 (高橋 涼介 Takahashi Ryōsuke) 이니셜 D에서 몇 안되는 뛰어난 실력을 가지고 있는 인물이다. (그는 아카기 레드선즈의 리더답게 레드선즈에서 가장 빠른 속도를 자랑한다.) 그는 남동생 타카하시 케이스케(둘이 합쳐 로터리 형제라고 알려져 있다. 왜냐하면 그들은 둘 다 RX-7 을 운전하는데, RX-7의 엔진이 모두 로터리 엔진이기 때문이다.) 라는 동생을 가지고 있다. 료스케는 2세대 모델인 마쯔다 FC3S RX-7를 운전한다. 그는 한번 후지와라 타쿠미와 배틀을 가졌으나 지고 말았다. 그는 되도록 정확하고 많은 데이터를 수집하려고 노력하며 그 데이터들을 최대한 레이싱에 사용하려 한다. 그의 컴퓨터는 온통 레이싱에 관한 데이터로 가득 차 있다. 그는 자동차 소리만 듣고도 자동차의 어느 부분을 튜닝했는지 알 수 있고, 운전자의 드리프트만 보고서 그 운전자가 유능한지 아닌지 구별 할 수 있다. 그는 그의 별명 "아카기의 하얀 혜성"으로 일본 전역에 유명해져 있다. 그의 유일한 라이벌은 스도 쿄이치이다. 그들은 료스케가 쿄이치를 이기고 레이싱에 대해 논쟁한 적이 있다. 최근, 그는 대학에서 의학을 전공하고 있다. 그는 의사가 되기 위해 준비하고 있으며 그의 아버지의 병원에서 일하려 한다. 그러나 그에게 남은 레이서로서의 1년은 프로젝트 D에서 일본 전역에 새로운 타임 레코드를 기록하고 후진을 양성하는데 노력하고 있다.
타카하시 료스케의 라이벌은 스도 쿄이치이며 자신을 능가할 드라이버로는 후지와라 타쿠미와 타카하시 케이스케를 뽑는다.
(XTM에서 더빙하여 방영할 당시에는 이름이 "마해강"였었다.)

##### 타카하시 케이스케(高橋 啓介)
| 나이                            | 21(4th Stage에서는 22세) |
| 성별                            | 남성 |
| 차량                            | 1993 마쓰다 RX-7 타입 R (FD3S) |
| 색상                            | 컴페티션 옐로우 미카 |
| 레드선즈 활동 시기의 튜닝       | 후지타 엔지니어링 FRP 립, 마쓰다스피드 A-스펙 스포일러 타입 Ⅱ MS-01 림, MS-02 림, 마쓰다스피드 터보 게이지, 마쓰다스피드 머플러, 레카로 버킷 레이싱 시트, 마쓰다스피드 A-스펙 프론트 범퍼, 마쓰다스피드 스티어링 휠 |
| 프로젝트 D 활동 초기의 튜닝     | 마쓰다스피드 스티어링 휠, 마쓰다스피드 머플러, 마쓰다스피드 A-스펙 프론트 범퍼 타입 Ⅱ, 마쓰다스피드 MS-02 (흑색) 림, 마쓰다스피드 Muffler, 마쓰다스피드 A-Spec Spoiler 타입 II, 2.0 마쓰다스피드 터보 게이지, 버킷 레이싱 시트 |
| 프로젝트 D 활동 중, 후기의 튜닝 | RE 아메미야 GT-AD 에어로, RE 아메미야 AD9 후드(이후 카나가와 최종전 때 탄소섬유 재질의 후드로 교체), RE 아메미야 HID 고정형 헤드라이트, RE 아메미야 GT Ⅱ 윙, Apex'i 파워 FC, RE 아메미야 TA 돌핀 테일 머플러, SSR 타입 C 림, RE 아메미야 AD 미러 타입 Ⅰ, RE 아메미야 스티어링 휠, 1.5 RE 아메미야 터보 게이지, 롤 케이지, 후기형 4등식 테일 램프(카나가와 최종전 때만) |
| 차량 번호                       | 群馬 37 お 63-887 |

케이스케 (高橋 啓介 Takahashi Keisuke)는 레드 선즈 팀의 넘버 2로 여겨지고 있다.  케이스케는 마쯔다의 3세대 RX-7(FD3S)을 운전하며 뛰어난 실력을 가지고 있다. 케이스케는 매우 성급하고 지는 걸 싫어한다. 케이스케는 한 때 동네 레이싱팀 "보소조쿠" 팀의 리더였다. 케이스케의 형 료스케는 케이스케를 자신의 팀 아카기 레드 선즈로 끌어들였고 이제 케이스케는 타쿠미를 라이벌 삼아 프로젝트 D에 몸담았다. 프로젝트 D에서 케이스케는 힐 클라임(업힐) 배틀을 담당하고 있고 타쿠미는 다운 힐을 담당하고 있다. 케이스케는 자신의 형처럼 분석적이지 않다. 료스케의 자료 수집 실력과 분석적인 성격을 보고 케이스케는 자주 놀란다. 케이스케는 운전을 하면서 별로 생각을 하지 않는 편이다. 료스케가 더 이상 레이싱을 하지 않고 의사가 되려하자 케이스케는 자신의 꿈을 프로 레이서로 굳혔다. 그러나 그러기 위해서 그는 타쿠미를 이겨야만 한다고 생각한다.
타카하시 케이스케의 라이벌은 후지와라 타쿠미와 아키야마 와타루이다.
(XTM에서 더빙하여 방영할 당시에는 이름이 "마해성"이었다.)

##### 나카무라 켄타(中村 賢太)
| 나이      | 19-20 (추측)                                  |
| 성별      | 남성                                          |
| 차량      | 1993 전기형 닛산 실비아 Q's 에어로 (S14)      |
| 색상      | 오렌지 (애니메이션) / 슈퍼 클리어 레드 (게임) |
| 튜닝      | 닛산 스모크 필름, 터보 탈착                   |
| 차량 번호 | 群馬72 し 35-918                              |

나카무라 켄타(中村 ケンタ, Nakamura Kenta)는 아카기 레드 선즈에서 가장 젊은 멤버이다. 그는 항상 타카하시 케이스케를 숭배하고 케이스케처럼 되기를 갈망한다. 켄타는 운전 실력으로는 케이스케에게 인정받았다. 그리고 케이스케의 잔심부름을 맡고 있다. 켄타는 유독 비가 내리는 길에서 더욱 실력을 발휘한다. 그는 항상 비가 올 때마다 연습을 하기 때문에다.
1st Stage에서는 타쿠미 타도를 외치며 타쿠미가 자신과의 대결에서 지면 레드선즈와의 대결을 불허하겠다고 강하게 나왔다. 하지만 빗길에서 타쿠미에게 도전했다가 패하고 만다. 이것이 켄타의 처음이자 마지막 배틀이 된다.
4th Stage부터는 프로젝트 D의 스태프로 활약하며 프로젝트 D의 지원차량 2호차를 운전하고 배틀 며칠 전부터 코스를 미리 녹화해 온다.

#### 후미히로 죠유(上有 史浩)
| 나이 | 20대 후반                                          |
| 성별 | 남성                                               |
| 차량 | 토요타 MR2 GT-S (SW20) 또는 마쓰다 로드스터 (NA6C) |
| 색상 | 실버 (MR2), 레드 (NA6C)                            |

후미히로 죠유(上有 史浩,Fumihiro)는 프로젝트 D의 No.2 이자 다른 팀과의 배틀을 주선한다. 후미히로는 프로젝트 D의 지원차량 1호차를 몰고 가끔씩 자신의 차 토요타 MR2 GT-S나 마쯔다 MX-5 로드스터를 모는 장면도 볼 수 있다. 후미히로는 약간 이케타니와 비슷한 점이 많아 보인다.

#### 마츠모토 슈이치(松本 修一)
| 나이 | 20대 후반-30대 초반 (추측) |
| 성별 | 남성                       |
| 차량 | 닛산 180SX 타입 S (RPS13)  |

마츠모토 슈이치(松本 修一 Matsumoto Syuichi)는 후지와라 타쿠미 및 타카하시 료스케의 개인 기술자이다. 그는 프로젝트 D에서 타쿠미의 AE86의 셋팅을 담당하고 있고 프로젝트 D의 정비 기술진들을 이끌고 있다. 그 전에는 타카하시 료스케의 FC3S의 셋팅을 담당한 바 있다. 이후에 료스케가 호죠 린과의 배틀 때 마츠모토가 FC를 리뉴얼하게 되었다.

#### 미야구치(宮口)
| 나이 | 20대 후반-30대 초반 추측 |
| 성별 | 남성                     |
| 차량 | 토요타 하이에이스        |

프로젝트 D의 소속 기술자이며, 타카하시 케이스케의 개인 기술자이다. 애니메이션 4th Stage에서는
미야구치라고 이름이 표기되어 있으나, 5th Stage 이후에는 그냥 메카닉이라고만 적혀있다.

## 팀
아래 나오는 팀들은 한 지역에 소속된 지역팀/소속 멤버들이다.

### 묘우기 나이트 키즈(妙義 Night Kids)
나카자토 타케시가 이끄는 그럭저럭 괜찮은 실력을 가진 팀이다. 하지만, 거의 동네북 수준이다. 후지와라 타쿠미의 친구인 다케우치 이츠키도 "나이트 키즈는 불쌍해." 라고 말한다.팀 내부에서는 리더 자리를 놓고 타케시와 싱고의 자존심 싸움이 심각해 보인다. 하지만, 시간이 점점 흐를수록 그 둘의 벽은 허물어져가고 있는 것 같다. 그래도, 배틀을 볼때는 서로서로 누군가가 우리를 친구로 볼 수도 있다고 생각해서 떨어져 있다. 군마 지역에 속해있고 묘우기산을 홈 코스로 삼고 있다.
| 이름            | 차량                                 | 전담경기  |
| --------------- | ------------------------------------ | --------- |
| 나카자토 타케시 | 닛산 스카이라인 GT-R V-스펙Ⅱ (BNR32) | 힐 클라임 |
| 쇼지 싱고       | 혼다 시빅 SiR Ⅱ(EG6)                 | 다운 힐   |

#### 나카자토 타케시(中里 毅)
| 나이      | 22 |
| 성별      | 남성 |
| 차량      | 1994 닛산 스카이라인 GT-R V-스펙 Ⅱ (BNR32) (380 마력)                                                                             |
| 차량 색상 | 블랙 펄 메탈릭 |
| 튜닝      | Work Meister S1 3피스 림, '91 R32 림 (배틀스테이지에서만) TRIAL 프론트 범퍼 (단행본, 게임), 니스모 프론트 범퍼 (애니메이션에서만) |
| 차량 번호 | 群馬 33 が 26-037 |

나카자토 타케시 (中里 毅 Nakazato Takeshi)는 "묘우기 나이트 키즈"의 리더이며, 사람들은 그를 "검은 번개"라고도 부른다. 타케시는 다카하시 케이스케와 타쿠미의 첫 배틀 때 처음 등장했다. 타쿠미가 케이스케를 누른것을 보고 놀란 타케시는 타쿠미에게 정면으로 도전장을 냈다. 그리고 그 다음으로는 "아카기 레드 선즈"와의 배틀을 준비하고 있었다. 타쿠미가 '아키나의 86'으로 등장하기 전에 아카기 레드선즈의 타카하시 형제와 더불어 군마 지역 카리스마 레이서 3명 중 하나로 뽑힐 정도의 실력을 가지고 있다. 하지만, 애니메이션에서는 한번도 이기지를 못했다.
그는 매우 지능적이고 기교적인 드라이버이다. 그는 호쾌하게 액셀을 밟으며 운전대를 거칠게 꺾는 호쾌한 성격의 소유자이다. 그는 가속에 매우 능하고 그립주행을 자주 사용한다. 그는 예전에 드리프트 실력을 늘리기 위해 닛산 실비아 (S13)를 탄 적이 있다. 그러나 그는 그의 홈코스 "묘우기"에서 하얀 R32한테 패배한 뒤부터 하프 타임 4륜구동인 스카이라인 GT-R에 매력을 느껴 차를 바꾸게 되었다. 하지만 프레셔에 약한 탓에 자주 흥분한다.
(XTM에서 방영할 당시에는 이름이 "황재경"이었다.)

#### 쇼지 싱고(庄司 慎吾)
| 나이      | 20                                                              |
| 성별      | 남성                                                            |
| 차량      | 1995 혼다 시빅 SiR Ⅱ (EG6)                                      |
| 차량 색상 | 밀라노 레드                                                     |
| 튜닝      | 무겐 RNR 실버 메탈릭 타이어, 혼다 도어 바이저, 무겐 에어로 세트 |
| 차량 번호 | 群馬 56 よ 46-037（Battle Stage에선 群馬 59 き 32-145）         |

쇼지 싱고 (Shoji Shingo)는 나이트 키즈의 멤버로서 빨간 혼다 시빅 SiR-II (EG-6)을 몰고 있다. 싱고의 운전은 매우 위험해 보인다. 그는 레이싱 도중 상대가 컨트롤을 잃도록 상대방의 차를 밀기도 한다. 타쿠미와의 배틀 때도 타쿠미의 AE86을 살짝 밀어 당혹케 만들었다. 그는 툭하면 핸디캡 배틀을 하는데, 대표적인 핸디캡 배틀로는 오른손을 테이프로 스티어링에 묶고 레이싱을 하는 "검 테이프 데스 매치"가 있다. "검 테이프 데스 매치"는 오른손을 묶음으로서 정상적인 스티어링 조작이 불가능하고 스피드 위주의 배틀보다는 레이싱 테크닉 위주의 배틀이 된다. 나중에 이니셜 D 4th stage에서 죠시마 토시야의 한손 드라이브랑 많이 비슷해 보이지만, 드라이버의 급이 달라 사실상 다른 운전 기법으로 취급하고 있다. "검 테이프 데스 매치"는 빠르고 정확한 스티어링을 하는 것이 아니라 제한된 카운터에서 코너를 어떻게 공략하는가에 중점을 두는 핸디캡 방식의 레이싱이다. 사실상 FR 차량들은 이런 운전을 했다가는 미끄러져 사고 날 확률이 크기 때문에 이케타니 코이치로는 이 운전 기법을 "FR 죽이기 데스매치" 라고 부르기도 한다. 싱고는 타쿠미와의 검 테이프 데스메치 막판에서 자신이 질 것 같아 타쿠미의 차 뒤를 친 후에 무승부로 끝내려 했지만, 그 지점이 코너가 시작되는 지점이었다. 결국, 싱고는 자신의 차를 대파시키고, 자신의 손을 감고 있던 오른쪽 팔도 부러지게 된다. 뒤따라오던 이케타니 코이치로는 싱고가 다친 것을 보고, 가까운 병원까지 데려다주는 대인배스러운 모습을 보인다. 그는 자신이 속한 "묘우기 나이트 키즈"의 리더인 나가자토 타케시를 매우 싫어한다. 그는 타케시에게 리더의 자질이 없다고 생각한다. 나카자토 타케시와 쇼지 싱고는 86에게 패한 뒤로 관계가 호전되는듯 하며, 둘의 실력은 우위를 가리기 힘들 정도로 박빙이다.
공교롭게도 타케시가 좋아하고 있는 "임팩트 블루"의 사유키는 싱고의 어릴적 소꿉친구이다. 이 증거는 이니셜 D extra stage에서 증명되었다.
그는 나가자토와 신뢰를 쌓으려 많은 일들을 하지만 항상 다른 팀들의 배틀을 볼 때는 사람들이 그들을 "친구"로 오해하지 않게 서로 멀찍이 떨어져 보곤 한다. 그러나 싱고가 "나이트 키즈"에 반감만 가지고 있는 것은 아니다. 그는 란에보 4기를 모는 이와키 세이지 와의 배틀에서 "나이트 키즈"의 명예를 잃지 않기 위해 최선을 다하는 모습을 보인다.

#### 미야하라 (宮原)
| 나이 | 불명              |
| 성별 | 남성              |
| 차량 | 토요타 MR2 (SW20) |

나이트 키즈의 멤버, MR2를 타고 있지만, 레이서로의 목표를 잃고 차를 바꿈과 동시에 은퇴를 생각하고 있다. 휴가를 보내던 중 스키 리조트에서 임팩트 블루의 마코를 만나게 된다. 마코를 좋아하게 되어 고백하지만, 마코는 그를 실에이티 옆에 앉혀 달리며 레이싱을 더 하겠다는 자신의 생각을 내비쳤다.
Extra Stage 에서만 출연한다.

### 임팩트 블루
마코, 사유키. 두 명의 파트너십으로 단단히 묶인 팀. 홈코스는 우스이 고개다. 둘은 닛산의 180SX라는 차량의 앞 부분을 S13형 실비아의 프론트 마스크로 개조한 실에이티(SILEIGHTY)를 타고 다니며 마코는 운전을, 사유키는 내비게이터를 맡으며 최고의 파트너십을 자랑한다.

#### 마코 사토, 사유키(佐藤 真子, 沙雪)
| 나이      | 20(4th Stage에서는 21살, 동갑)                         |
| 성별      | 여성                                                   |
| 차량      | 닛산 실에이티/SILEIGHTY (RPS13)                        |
| 차량 연식 | 1996 (단행본), 1998 (애니메이션)                       |
| 차량 색상 | 임팩트 블루                                            |
| 튜닝      | 니스모 에어로 사이드 스커트 & 그릴                     |
| 차량 번호 | 群馬 57 え 78-547（Extra Stage에선 群馬 77 に 37-586） |

마코 사토 (Mako Satou)는 "우스이 콤비네이션"(우스이의 두 여성 운전자 마코와 사유키를 묶어서 일컬음)의 운전자이다. 사유키는 그녀의 동료이자/내비게이터이다. 그들의 콤비네이션 시스템은 WRC (World Rally Championship)의 시스템과 흡사하다. 마코는 "아키나 스피드 스타즈"의 이케타니를 좋아한다. 그녀는 우스이에서 타쿠미의 AE86과의 대결에서 처음으로 이케타니를 알게되었다. 그러나 이케타니의 생각이 짧은 탓에 그들의 마음은 맞지 않았고 다시 헤어지게 되었다. 후에 OVA인 Extra Stage 2 ~ 여행의 그린에서 이케타니와 재회한다. Final stage 엔딩에서 프로 레이서로 데뷔한 모습이 나왔다.
사유키는 매우 쾌활하다. 그는 매우 활발하다. 그녀는 타카하시 형제에게 관심이 있는 듯하다. 타쿠미와의 대결을 한 후 타쿠미가 귀엽다고 느낀 사유키는 그를 다시 초대하기도 한다. 그는 내비게이터로서 마코에게 레이싱 도중 팁을 알려준다. (브레이킹 시점, 이번 코너에서 써야 할 드리프트 테크닉 등) 그녀의 성은 아직 밝혀지지 않았다.
그들은 파란 닛산 실에이티를 타고 다닌다. 우스이에서는 그들을 대적할 사람이 없다.

### 팀 엠페러(Emperor)
| 이름          | 차량                                | 전담경기 |
| ------------- | ----------------------------------- | -------- |
| 스도 쿄이치   | 미쓰비시 랜서 에볼루션 Ⅲ GSR (CE9A) | 다운 힐  |
| 이와키 세이지 | 미쓰비시 랜서 에볼루션 Ⅳ RS (CN9A)  | 다운 힐  |

매우 뛰어난 스킬을 가진 팀으로서 미쓰비시 랜서 에볼루션이 아니면 자동차 취급도 안하는 원 메이크 팀이다. 토치기 현(縣) 소속이고 홈 코스는 닛코시에 있는 일방통행인 이로하자카이다.

#### 이와키 세이지(岩城 清次)
| 나이      | 불명                                              |
| 성별      | 남성                                              |
| 차량      | 1996 미쓰비시 랜서 에볼루션 IV RS (CN9A)          |
| 차량 색상 | 스코티아 화이트                                   |
| 튜닝      | 미쓰비시 랜서 에볼루션 Ⅳ GSR 림, 버킷 레이싱 시트 |

이와키 세이지 (Iwaki Seiji)는 랜서 에볼루션으로만 이루어진 2인 팀 "팀 엠페러"의 No.2이다. 세이지는 뛰어난 스킬들을 가지고 있다. 그러나 그는 거만하고 자만이 심하고 별로 현명하지 못하다. 그는 "묘우기 나이트 키즈"의 나카자토 타케시가 닛산 S13를 몰던 시절 벌였던 배틀을 포함해 "팀 엠페러"와 다른 팀들 사이의 여러 배틀에서 많은 승리를 거머쥐었다. 하지만, 타쿠미와 케이스케한테 지면서 동네북 신세가 되고만다.
군마 현(縣)의 웬만한 팀들을 다 이긴 "팀 엠페러"는 아키나로 눈길을 돌렸다. 그리고 그들은 AE86 트레노를 이기기 위해 아키나로 향했다. 세이지는 자진해서 타쿠미의 AE86과의 배틀에 나갔지만 그의 자만심과 성급함 때문에 배틀에서 지게 된다. 그 후, 쿄이치에게 뺨을 제대로 맞았다. ARCADE STAGE에서도 구현된다.
세이지는 배틀에서 이기면 그 팀의 스티커를 때내어 반으로 잘라 그의 랜서 에볼루션의 스포일러에 승리의 표시로 붙이는 습관이 있다. 스포일러에는 나이트 키즈도 붙어져 있다.

#### 스도 쿄이치(須藤 京一)
| 나이      | 22 (4th Stage에서는 23세)                                  |
| 성별      | 남성                                                       |
| 차량      | 1994 미쓰비시 랜서 에볼루션 III GSR (CE9A)                 |
| 차량 색상 | 피레네 블랙                                                |
| 튜닝      | RALLIART 머플러, 랠리 스타일 안티 랙 "미스파이어링 시스템" |

스도 쿄이치 (須藤 京一 Sudou Kyouichi)는 일본 토치기 현(縣)의 북서부에 위치한 도시 닛코에서 왔다. 그는 이니셜 D 시리즈의 최고의 드라이버 중 한 사람이다. 그는 랜서 에볼루션으로만 이루어진 팀 "팀 엠페러"의 리더이다. 그의 차는 특별히 WRC 스타일(안티-렉 미스파이어링 시스템으로 튜닝되었으며 차의 최대 마력은 350마력에 이른다. 그에게는 자동차는 하이-파워 터보와 4륜 구동 이여야한다는 자신만의 철학관이 있다.
그는 타카하시 료스케와 오랜 인연을 맺고 있다. 쿄이치는 료스케와 매우 비슷한 성격의 소유자이다. 그런 이유로, 그의 동료 세이지 와는 많이 비교된다. 그는 료스케한테 자신의 팀이 최고라는 것을 보여주고 싶어한다. 그는 타쿠미와의 아카기에서의 배틀을 타쿠미의 엔진을 블로우 시켜버리면서 완승을 하게 된다. 그러나 AE101용 TRD 버전의 4A-GE 유닛을 장착하고 돌아온 타쿠미와의 이로하자카에서의 리매치에서 그는 지고 만다.
스도 쿄이치의 최고 라이벌은 타카하시 료스케이다.
그는 동당 팀의 드라이빙 스쿨을 졸업한 경력이 있다.

### 세븐 스타 리프(SSR)
| 이름          | 차량                                     | 전담경기  |
| ------------- | ---------------------------------------- | --------- |
| 스츠구 토오루 | 마쓰다 유노스 로드스터 S-스페셜 Ⅱ (NA6C) | 다운 힐   |
| 카와이 아츠로 | 닛산 스카이라인 25GT - T (ER34)          | 힐 클라임 |

또 다른 평범한 팀이다. 이 팀은 4th Stage에서 처음으로 "프로젝트 D"와 배을을 가진 팀이다. 토치기 현(縣)에 소속되어있고 홈 코스는 모미지이다.

#### 스에츠구 토오루(末次 トオル)
| 나이      | 20대 중~후반 |
| 성별      | 남성 |
| 차량      | 1989 마쓰다 유노스 로드스터 S-스페셜 Ⅱ (NA6C) |
| 차량 색상 | 클래식 레드 |
| 튜닝      | 마쓰다 로드스터 1993 휠, 마쓰다 프론트 립, 마쓰다 유노스 로드스터 스포일러, 마쓰다 유노스 로드스터 머드 가드, 마쓰다 미러, 마쓰다 탈착 가능 하드 루프 탑, 모모 스티어링 휠, 버킷 레이싱 시트, RS 아이자와 쓰로틀 바디, 토다 1800cc 키트 |

스에츠구 토오루(末次 トオル Suetsugu To-ru)는 마쯔다 MX-5 로드스터를 운전하고 "세븐 스타 리프"에서 다운힐을 맡고 있다. 그의 운전 스타일은 꽤나 무모하다. 그에게는 남부럽지 않은 여자친구가 있는데 그녀의 이름은 나오이다. 그녀는 다른 여자들과는 달리 남자친구가 레이싱을 하는 것을 말리지 않는다. 토루는 배틀 중 차를 자주 고장낸다. 그 때마다 나오한테서 돈을 빌리곤 하는데 그녀는 거리낌 없이 돈을 빌려준다.
토치기 현(縣)내에서는 "세븐 스타 리프"팀이 료스케의 "프로젝트 D"와 처음으로 대결했다. 그는 타쿠미와의 배틀 전 나오에게 새로운 타이어 셋을 사기 위해 돈을 빌려달라고 한다. 그리고 그는 이 배틀에서 지면 스트리트 레이싱을 영원히 접거나, 헤어지자고 약속한다. 그는 타쿠미와의 배틀에서 타쿠미의 "웨이트-시프팅"기술과 경쟁하려 덮어지지 않은 도랑 위를 드리프트를 따라하는 위험한 시도를 했다. 그러나 하중이동을 이용하지 못해 불행히도 자동차의 오른쪽 앞바퀴가 하수구에 빠져버리고 그의 차는 한번 구르고 만다. 차는 몇 개의 부품을 빼면 안 상한 곳이 없을 정도로 대파되고 만다. 그 후, 나오에게 레이싱이 아닌 일상적으로 차를 몰겠다는 뉘앙스의 발언을 한다.

#### 카와이 아츠로(川井 淳郎)
| 나이      | 20대 중~후반                                        |
| 성별      | 남성                                                |
| 차량      | 1998/1999 닛산 스카이라인 GT-T 2.5 터보 쿠페 (ER34) |
| 차량 색상 | 다크 블루 펄                                        |
| 튜닝      | 스포츠 머플러, 400마력 튠                           |

카와이 아츠로 (川井　淳郎 Kawai Atsurou)는 힐클라임 전문 드라이버로 "세븐 스타 리프"팀의 리더이다. 그는 다른 스카이라인 운전자들 같이 그립 기술을 선호하는데 그가 구사하는 그립은 나가자토 타케시와는 많은 차이가 있어 보인다. 그의 차는 최대 400마력까지 뽑아낼 수 있는 어마어마한 힘을 가지고 있다.
토루가 "프로젝트 D"의 타쿠미와 대결할 동안. 그는 "프로젝트 D"의 케이스케와 힐 클라임 배틀을 한다. (아츠로는 "25GT-T 스카이라인"으로 잘 알려진 2.5L 터보 후륜구동의 R34를 몬다. 그러나 이 차는 4륜구동인 "닛산 스카이라인 GT-R R34 GTR과는 다른 차이다.)

### 동당 학원(東堂塾)
동당 학원(Todo Juku)는 랠리 선수이자 튜닝 샵 주인인 토도가 운영하는 레이싱 스쿨/팀이다. 그들은 아주 숙련된 기술을 가지고 있다. 졸업생들 대부분은 세미-프로와 프로페셔널 무대에서 활약하고 있다. "동당 학원" 은 혼다 사(社)의 자동차를 선호한다.
그들은 "시빅 타입 R"을 개조한 "데모카"를 가지고 있다. 그들은 토치기 현(縣)에 소속해 있고 홈 코스는 시오나이다.
| 이름               | 차량                       | 전담경기            |
| ------------------ | -------------------------- | ------------------- |
| 니노미야 다이키    | 혼다 시빅 타입 R (EK9)     | 다운 힐             |
| 스마일리 사카이    | 혼다 인테그라 타입 R (DC2) | 힐 클라임           |
| 타치 토모유키 (OB) | 혼다 시빅 타입 R (EK9)     | 다운 힐 & 힐 클라임 |

#### 니노미야 다이키(二宮 大輝)
| 나이      | 20대 초반                                                      |
| 성별      | 남성                                                           |
| 차량      | 1998 혼다 시빅 타입 R 98 SPEC (EK9 후기형)                     |
| 차량 색상 | 선라이트 옐로                                                  |
| 튜닝      | 스푼 그릴, 스푼 윙, 스푼 머플러, 스푼 미러, 동당 학원제(製) 림 |
| 차량 번호 | 栃木 50 と 56-838                                              |

"동당 학원"의 에이스이자 "동당 학원"의 학생이다. 다이키 (ニ宮 大輝 Ninomiya Daiki)는 동당 스쿨내 최고의 드라이버중 한명에 속한다. 그리고 그는 노란 시빅 EK9를 타고 다닌다. 다이키는 "프로젝트 D"의 타쿠미와 다운힐 배틀로 대결하게 된다. 그는 브레이킹을 하기에 완벽한 장소를 노리기 위해 브레이킹 도중에도 액셀을 밟는다.

#### 스마일리 사카이(酒井)
| 나이      | 20대 중반                                     |
| 성별      | 남성                                          |
| 차량      | 1996 혼다 인테그라 타입 R 전기형 (DC2 전기형) |
| 차량 색상 | 챔피언십 화이트                               |
| 튜닝      | 스푼 카본 보닛                                |
| 차량 번호 | 栃木 55 し 32-094                             |

"동당 학원"의 학생. 다이키보다는 선배인 듯하다. 뭔가에 집중하면 얼굴의 근육이 당겨 웃는 듯한 얼굴이 되어서, 그 얼굴로 인해 '스마일리 사카이(スマイリ-酒井)'라는 별명으로 불리고 있다. 꽤 약삭빠른 성격으로, 상대의 리듬을 깨뜨리는 수많은 드라이빙 테크닉(페인트 브레이크 등...)이 특기. 터보를 장착한 인테그라의 압도적인 속도로 케이스케를 고전시켰으나, 지략을 간파당한 케이스케에게 패배한다.

#### 타치 토모유키(舘 智幸)
| 나이      | 20대 후반 |
| 성별      | 남성 |
| 차량      | 1998 동당 학원 스푼 혼다 시빅 타입 R (EK9) (데모카) |
| 차량 색상 | 선라이트 옐로 |
| 튜닝      | 스푼 림, 스푼 배기구, 스푼 미러, 스푼 탄소섬유 후드, 스푼 프론트 범퍼, 버킷 레이싱 시트, 스푼 11,000 RPM 게이지 클러스터 후측 서스펜션 튜닝, 스푼 코일오버, 스푼 브레이크 |

"동당 학원"의 "OB"이자 현역 프로 레이서. 최근 부진한 성적을 거두고 있었으며, 이로 인해 토도 사장으로부터 프로젝트 D와의 고갯길 배틀을 제의받는다. 처음에는 고갯길에서는 아무것도 배울 수 없다며 배틀을 꺼렸으나, 결국 배틀에 임하게 된다. 백 미러의 시야의 사각지대를 활용하여 상대방의 시야에서 사라지는 '사라지는 라인'이 특기이며, 실력은 작중에서 손꼽히는 강자. 타쿠미가 처음으로 블라인드 어택을 시전하는 상대이기도 하다. 마지막의 마지막까지 거의 이기고 있었으나, 자신의 차 앞으로 튀어나온 무언가에 의해 페이스를 늦추게 되고, 이것이 결정적인 패인이 되어 패배하게 된다.

### 사이타마 북서연합(埼玉北西エリア連合チーム)
프로젝트 D의 사이타마 원정을 저지하기 위해 사이타마 북서지역의 레이싱 팀들이 연합해 만든 팀. 노부히코와 쿄코가 속해있는 팀 역시 포함되어 있으며, AE86 레빈을 몰고 있는 와타루 역시 포함되어 있다. 이 연합팀의 리더는 아키야마 노부히코이다. 연합팀은 프로젝트 D와 두 개의 다른 코스에서 두 번의 경기를 가졌는데, 연합팀의 노부히코는 첫 번째 시합을 포기하는 대신 두 번째 다운힐 경기에서 이기기 위해 타쿠미의 정보를 모으기 위한 경기를 펼쳤다. 그 후, 노부히코는 타쿠미를 제압하기 위해 사카모토를 영입, 연합팀의 모든 멤버들(쿄코는 제외)은 사카모토가 경기에서 탑승할 스즈키 카푸치노를 구매하는데 돈을 조금씩 보탰다.
| 이름              | 차량                                | 전담경기  |
| ----------------- | ----------------------------------- | --------- |
| 아키야마 와타루   | 토요타 코롤라 레빈 GT - Apex (AE86) | 힐 클라임 |
| 아키야마 노부히코 | 토요타 알테자 (SXE10)               | 다운 힐   |
| 이와세 쿄코       | 마쓰다 RX-7 타입 R (FD3S)           | 힐 클라임 |
| 사카모토          | 스즈키 카푸치노 (EA11R)             | 다운 힐   |

#### 이와세 쿄코(岩瀬 恭子)
| 나이     | 20 |
| 성별     | 여성 |
| 차량     | 1993 마쓰다 RX-7 타입 R (FD3S) |
| 색상     | 브릴리언트 블랙 |
| 튜닝     | 코우키 FD3S 스포일러, BORDER 사이드 스커츠, 나이트 스포츠 에어로 미러 타입 1, RE-아메미야 AW-7 림, RE-아메미야 1.0 싱글 터빈 업그레이드, 롤케이지 |
| 차량번호 | 熊谷 39 い 54-369 |

사이타마의 여성 드라이버. 아키야마 노부히코의 팀 멤버이며 같은 로터리엔진이 장착된 자동차를 타는 남자가 이상형이다. 우연히도 프로젝트D의 케이스케와 마주하고 첫눈에 반한다. 이후에 란에보팀의 불량배들의 작전에 휘말려 FD를 파손하게 된 케이스케에게 차량을 빌려주게 되고, 더욱더 가까운 사이가 되지만, 연인으로써는 거절당한다.

#### 아키야마 노부히코(秋山 延彦)
| 나이     | 20대 중반                                       |
| 성별     | 남성                                            |
| 차량     | 2003 토요타 알테자 RS200 (렉서스 IS200) (SXE10) |
| 색상     | 실버 메탈릭                                     |
| 튜닝     | TRD 휠, TRD 머플러, TRD 사이드 스커츠, TRD 그릴 |
| 차량번호 | 熊谷 33 だ 17-919                               |

아키야마 노부히코(秋山 延彦 Akiyama Nobuhiko)는 아키야마 와타루의 사촌이자, 사이타마 현의 사다미네 고개를 홈 코스로 하고있는 팀의 리더. 료스케처럼 팀의 브레인이며, 86과의 대전에서 얻은 정보를 바탕으로 사이타마 북서 연합이라는 프로젝트팀을 창단해 프로젝트D에 맞선다.

#### 사카모토(坂本)
| 나이     | 26                                    |
| 성별     | 남성                                  |
| 차량     | 1991 스즈키 카푸치노 (EA11R)          |
| 색상     | 안타레스 레드                         |
| 튜닝     | 엘리트 SPL 프론트 범퍼, 리어 스포일러 |
| 차량번호 | 熊谷 71 え 35-218                     |

노부히코의 소개로 프로젝트D에 대적하는 랠리 레이서. 스즈키의 660cc에 달하는 초경량급 카푸치노를 타고 타쿠미보다 더 유리한 조건을 지닌채 빗속 배틀을 벌인다. 86보다 250kg정도나 가벼운 카푸치노의 무시무시한 코너링으로 86을 따돌리지만, 내리는 비가 변수로 작용해 이를 이용한 타쿠미의 블라인드 카운터 어택으로 패배하고 만다.

#### 아키야마 와타루(秋山 渉)
| 나이                         | 20대 중반 |
| 성별                         | 남성 |
| 차량                         | 1985 토요타 코롤라 레빈 GT-APEX (AE86) (초기형 3도어 해치백) |
| 색상                         | 하이테크 투톤 |
| 튜닝 (타쿠미와 첫 배틀 당시) | TRD 윙, 토요타 도어 바이저, HKS 싱글 터보 · 부스트 미터, SSR 도리 도리 메시 휠, 나르디 클래식 스티어링 휠, TRD 스포츠 시트, 6-포인트 롤 바                                           |
| 튜닝 (연합팀)                | TRD 윙, 6-포인트 롤 케이지, TRD 탄소섬유 보닛, 토요타 도어 바이저, 토요타 스커트, 토요타 4A-GZE 엔진 (AE97 · GT-Z에 탑재된 수퍼차저 엔진), 이탈볼란티 어드미럴 레드 트림 스티어링 휠 |
| 차량번호                     | 熊谷 56 よ 73-212 |

아키야마 와타루(秋山 渉 Akiyama Wataru)는 사이타마 출신의 드라이버로써, 여동생이 군마 현(縣)으로 놀러가게 된것을 기회로 타쿠미와 만나게 되며, 같은 86을 타는 드라이버로써 영혼의 대결을 하게 된다. 86의 튜닝에 대해서는 상당한 지식을 가지고 있으며, 타쿠미와 쇼마루 고개에서 일전을 벌이지만, 패배한다. 이후 프로젝트D의 사이타마 원정때 다시 타쿠미와 재회하게 되며, 이번에는 타카하시 케이스케와 마제 고개에서 힐클라임 대결을 펼치지만 와이퍼 조작을 하다, 배수구에 걸려 차가 180도 스핀, 패배해버린다.
5th stage에서는 가짜 프로젝트 D를 쫓아내기 위해서 잠시 project.D와 손잡게 된다.
최대의 라이벌은 타카하시 케이스케로 슈퍼차져 튠을 거친 뒤로 터보튠과 슈퍼차져 튠의 영혼의 상대가 되어버린다.

#### 란에보Ⅴ의 남자(ランエボVの男)
| 나이 | 불명                               |
| 성별 | 남자                               |
| 차량 | 미쓰비시 랜서 에볼루션 V RS (CP9A) |

랜서 에볼루션 V(통칭 에보 V)를 타는 남자.난폭한 성격으로 프로젝트 D, 특히 타카하시 케이스케에 대해서 도발적인 태도를 취한다. 돈을 노리고 배틀에 참가했지만 그만큼 테크닉이 있는 것은 아니다. (케이스케 曰 드라이빙 감각이 수준이하라고 언급) 다만, 모터스포츠의 룰에 대해선, 보통의 드라이버보다는 자세한 면도 알고 있다. 자신의 RX-7을 파손당해, 이와세 쿄코의 RX-7 FD3S를 빌린 케이스케와의 배틀에서는, 초반부터 선행하고 있었지만, 종반에 도로 공사의 바리게이트에 의해서 좁아지고 있는 부분에서 케이스케에 추월당해 순식간에 너무 감속해 버려 패배했다. 배틀에 사용한 에보 V는, 카본조라고 추측되는 밀러, Fourth Stage에서는, 더욱 앞부분의 포그램프 부분에 커버를 붙여 RS풍으로 완성하고 있다. 또 BATTLE STAGE 2의 판촉 포스터에서는 「강로」라는 이름, 본편에서는 「KURO WARU」라고 하는 이름으로 표기 되어 있다.

#### 란에보Ⅵ의 남자(ランエボVIの男)
| 나이 | 불명                                                                         |
| 성별 | 남자                                                                         |
| 차량 | 미쓰비시 랜서 에볼루션 VI GSR T.M.(토미 맥키넨, Tommi Mäkinen)EDITION (CP9A) |

랜서 에볼루션 VI T.M.EDITION(통칭 에보 VI TME)를 타는 남자. 타쿠미에게 위협을 걸어 실력으로 배틀에서 이기려고는 하지 않았다.그런데도 자동차의 성능에 의지하고 있는 부분이 있는 점(료우스케가 말하길 최신식의 전자 디바이스의 혜택을 능숙하게 꺼낸 주행을 한다.)이외는, 확실한 운전 기술을 가지고 있다.타쿠미와의 배틀에서는, 중반까지 타쿠미를 쫓아간 채로, 중반을 지난 부분의 코너에서 인에 너무 들이 댄 탓으로, 스스로가 지시해서 뿌리게 한 오일을 밟아 잔재를 타고 언더스티어를 내 실속, 거기서 타쿠미에게 패배하고 자기가 말한대로 자업자득인 결과로 끝났다. 배틀에 사용한 에보 VI TME는, 리어 윙을 떼어내고 있다. BATTLE STAGE 2의 본편에서는 「SHIRO WARU」라는 이름으로 표기 되어 있다.

### 퍼플 섀도우(パープルシャドウ)
신의 손과 신의 발의 별명을 지닌 조시마 토시야와 호시노 코조를 필두로 시작한 팀으로, 동당 학원으로부터도 경계받고 있는 존재이다. 이바라키 현(縣) 내에 같은 계열의 팀을 여럿 가지고 있다. 프로젝트 D의 첫 이바라키 원정 상대이며 츠쿠바라는 고개에서 배틀을 하게 된다.
| 이름          | 차량                                       | 전담경기  |
| ------------- | ------------------------------------------ | --------- |
| 조시마 토시야 | 혼다 S2000 (AP1)                           | 다운 힐   |
| 호시노 코조   | 닛산 스카이라인 GT-R V-스펙 II Nür (BNR34) | 힐 클라임 |

#### 조시마 토시야(城島 俊也)
| 나이     | 42                                                                                      |
| 성별     | 남성                                                                                    |
| 차량     | 1999 혼다 S2000(AP1)                                                                    |
| 색상     | 몬테 카를로 블루 펄                                                                     |
| 튜닝     | MPF 프론트 범퍼, 쿠스코 30 GT 윙, 무겐 MF-10 휠, J's Racing 타입 S 보닛, MPF SSP 배기구 |
| 차량번호 | 土浦 35 お 71-109                                                                       |

고개의 신 · 신의 손이라고 불리고 있고 직업은 의사이다. 특징은, 왼손을 시프트 노브에 올려 두고 있는 것인데, 오른손을 스티어링 휠에서부터 떼지 않고 운전을 하는 원 핸드 스티어로, 그 완성형을 벌써 20년 이상 계속 연구하고 있다. 그의 주행은, 드리프트도 그립도 아닌 그 중간의 코너링으로 완벽하게 이상적인 코너링인 것 같다.
완벽주의의 남자이며, 배틀의 전개나 다음에 일어나는 일을 예상해, 모두 계산적으로 달리고 있다. 그 때문에 배틀에 임하면서도, 마치 뒤의 자동차를 컨트롤 할 방법을 몸에 익히고 있다고 추측되는 주행을 한다. 그는 어디까지나 스마트하게 이기는 것을 강조하고 있다. 실제로 4th stage에서 그가 말하기를,「그것이 어른으로써 이기는 방법이다」라고 말하는 것에서 그의 철학을 알 수 있다.
조시마의 「주행 라인」은 라인에 무관심한 주행을 하고 있는 것 같지만, 그것은 원 핸드 스테어의 연습 과정에서, 이론적인 증명이 생겨난 일에 중점을 둔다.
타쿠미와의 싸움에서는, 수많은 한 라인을 구사해 타쿠미를 교란해 괴롭게 하고, 배틀 자체는 항상 리드를 계속하고 있었지만, 마지막은, 지구전에 의한 피로와 며칠 계속 된 무더위에 의한 컨디션 악화로 도로 옆으로 차량을 스핀하고 구토, 리타이어를 해 버린다. 하지만 타쿠미는 결과적으론 이기긴 했어도 실력으로 이기지는 않았다고 실질적인 패배를 인정하고 있다. 배틀 후, 타쿠미는 조시마의 S2000의 조수석에 동승하여 그 테크닉을 눈으로 보고 배운다.
그의 차인 S2000의 외관은 MPF의 2대째 데모 카와 많이 닮아 있고, 보디 칼라는, Fourth Stage의 설정을 계승하고 있는 ARCADE STAGE 4에서, MPF 데모 카와 같이 「롱 비치 블루 펄」로 표기되고 있다.
한국어판으로 나올때는 '시로시마 토시야'라고 잘못 표기되어 나왔다.

#### 호시노 코조(星野 好造)
| 나이     | 42 |
| 성별     | 남성 |
| 차량     | 1999 닛산 스카이라인 GT-R V-Spec II (BNR34)(단행본) / 2002 닛산 스카이라인 GT-R V-Spec II Nür (BNR34)(애니메이션 4th Stage)                                |
| 색상     | 베이사이드 블루(단행본)/밀레니엄 제이드 메탈릭(애니메이션 4th Stage)                                                                                       |
| 튜닝     | 요코하마 슈퍼 어드반 레이싱 SA3R 실버 휠, 어뮤즈 R1 티탄 배기 시스템, 아펙시 스포츠 캐터라이저, 리빌트 RB26DETT N1 엔진, 니스모 프론트 범퍼 (단행본에서만) |
| 차량번호 | 土浦39 き 38-274 |

신이 강림한 액셀 워크로부터, 고개의 신 · 신의 발이라고 불리고 있는, 체격 좋은 건설업 경영자. 본인이 말하길 상당한 부자로, 젊은 시절에 젊은 여자들에게 상당히 인기가 있었던 것 같다.
특징적인 것은 배틀 중에 언제나 수다를 쉬지 않는다는 것이며, 가끔 괴성을 지르는 일도 있다. 본래, 그가 누구보다 열정적인 타입의 드라이버이지만, 계속 말을 쉬지 않는 걸 통해, 항상 냉정함과 객관성을 잃지 않으려고 생각한 방법으로, 기분을 쿨 다운하는 일이 목적이다 (조시마 토시야는 이것을 "마인드의 쿨링 시스템"이라고 부르고 있다). 또, 그의 말이 멈추었을 때는 상대의 실력이 높다는 증거이기도 하다. 케이스케와의 배틀중에도 혼잣말이 멈추었던 적이 있었다.
대단한 GT-R 애호가로 「나는 죽을 때까지 GT-R이다!」라고까지 발언하고 있어, 지금까지 4대째(R32⇒R33⇒R32⇒R34) 타 오고 있다. 하지만 R33 모델은 별로 좋아하지 않는다. 만화 중에서 "그건 닛산의 실패작이야!(애니메이션 4th Stage에서는 "그건 실패작이야!" 라고 말함)"라는 말을 할 정도로 R33 모델을 좋아하지 않는다.
GT-R는 원래 드리프트를 하기 어려운 차량이지만, 액셀 워크의 달인인 그는, 아주 간단하게 드리프트에 임할 수 있고, 그 테크닉은, 동당 학원의 사장도 설명을 하지 못한다.
공평한 배틀을 하기 위해, 케이스케와의 배틀에서는, 트랙션이 좋은 GT-R이 유리한 힐 클라임과 경량의 FD가 유리한 다운힐을 세트로 하는 배틀을 제안했다. 타이어가 열을 일으키기 시작한 배틀 후반에는 머신 대결에서 불리한 FD에게도, 다운힐의 드리프트 배틀을 펼치다가, 마지막에는 타이어가 견딜 수 없어서 리타이어하고 만다.
이전 타고 있던 R32는, 개조비를 1000만엔 이상 쏟아 부어, 그대로 레이스에 나와도 이상하지 않을 만큼의 전투력으로, 그 R32로 기록한 코스 레코드는, 케이스케의 FD로도 넘을 수가 없었다.
현재의 차량인 R34는, 위에 말한 파츠를 제외하면, 자동차 자체는 거의 개조 되어 있지 않다. 호시노가 튜닝한 외관 바디킷은 NISMO Z-TUNE 파츠로 분노의 질주: 더 오리지널에 등장하는 브라이언 오코너(故 폴 워커 役)의 R34도 같은 바디킷으로 튜닝되어 있다. 탑승하는 R34의 스펙과 보디 칼라는 원작과 애니메이션의 설정이 달라서, 원작에서는, 베이 사이드 블루의 「V-spec II(2000년 발매)」라고 소개되고 있는데 대해, 애니메이션에서는 밀레니엄 제이드 메탈릭(한정색)의 「V-spec II Nur(최종 특별 한정차·2002년 2월 발매)」가 나오고 있다.

### 가짜 프로젝트 D (ニセプロジェクトD)
프로젝트 D를처럼 보이게 꾸며놓은 가짜들이다. 이들은 진짜 타쿠미, 케이스케처럼 AE86와 FD3S를 가지고 있고 프로젝트 D 스티커까지 진짜와 똑같이 붙여놓았다. 진짜와 차이점이라면 이들은 진짜와는 달리 덩치가 약간 크고 프로젝트 D가 프린트되어 있는 티셔츠를 입고 있다. 이들은 진짜 프로젝트 D의 명성을 이용해 다른 여자들을 꼬시기도 한다.
타쿠미와 케이스케로 위장한 가짜이지만 얼핏 보기만 해도 쉽게 구분이 가능하다.

#### 가짜 타쿠미(ニセ拓海)
| 나이     | 불명                                                |
| 성별     | 남성                                                |
| 차량     | 토요타 스프린터 트레노 (AE86) (후기형 3도어 해치백) |
| 색상     | 하이테크 투톤                                       |
| 차량번호 | 熊谷 500 に 29-679                                  |

후지와라 타쿠미를 사칭하고 있는 가짜로 차량도 진짜 타쿠미와 똑같이 AE86 트레노를 몰고 있다. 진짜 타쿠미의 86은 전기형 모델이지만 가짜는 후기형 모델에(앞/뒷모습이 조금 다름) 진짜 타쿠미의 86에는 있지 않은 프로젝트 D의 스티커가 붙어 있다. 또한 진짜 타쿠미는 흡연을 하지 않지만 가짜는 흡연을 하고 있다. (애니메이션 5th Stage에서는 흡연 씬은 나오지 않는다.)

#### 가짜 케이스케(ニセ啓介)
| 나이 | 불명                       |
| 성별 | 남성                       |
| 차량 | 2000 마쓰다 RX-7 RS (FD3S) |

타카하시 케이스케를 사칭하고 있는 가짜로 차량도 똑같이 노란색 FD3S를 몰고 있고, 이 차 역시 마찬가지로 실제 케이스케의 FD에는 없는 프로젝트 D의 스티커가 붙어 있다. 진짜 케이스케는 금발 머리이지만 가짜는 검은색에 금발을 하다 만 머리이다. 그리고 진짜 케이스케는 턱수염이 없지만 가짜는 턱수염이 있다.
원래 케이스케가 자신이 잘생겼다고 생각하는 왕자병 기질이 조금 있기는 하다만, 처음 봤을때, "세상 사람들이 나를 이렇게 못생기게 생각하니 너무 화가 난다."
라고 말할 정도로 못생겼다.

### 팀 246(チーム246)
본격적으로 카나가와 원정을 시작한 프로젝트 D의 진행을 저지하기 위해 고안한 4 단계의 방위 라인 중 제1의 방위 라인. 팀명은, 야비트고개의 입구가 되는 국도 246호에서 유래.
| 이름          | 차량                                  | 전담경기  |
| ------------- | ------------------------------------- | --------- |
| 오미야 사토시 | 마쓰다 MX-5 로드스터 (NB8C)           | 다운 힐   |
| 코바야카와    | 미쓰비시 랜서 에볼루션 VII GSR (CT9A) | 힐 클라임 |

#### 코바야카와(小早川)
| 나이     | 20대 중~후반 |
| 성별     | 남성 |
| 차량     | 2001 미쓰비시 랜서 에볼루션 VII GSR (CT9A) |
| 색상     | 덴드로이언 옐로우 |
| 튜닝     | C-WEST N1 프론트 범퍼 + 프론트 카나드, CREATIVE-SPORTS 사이드 스텝, CREATIVE-SPORTS 리어 언더 스포일러, CREATIVE-SPORTS 에어로 보닛, VOLTEX 윙 타입 IV, GANADOR 슈퍼 미러, Racing Hart CP-035 휠 (건메탈릭), 롤바, C-WEST 카본 트렁크 |
| 차량번호 | 相模 330 け 25-645 |

「팀 246」의 멤버이며, 프로젝트 D 카나가와 제 1전에서의 힐 클라임 담당 드라이버이다. 팀 내 투표로 힐 클라임 담당을 선출했을 때, 총 31표 중 26표로 결정되었다. 란에보를 좋아하고 있고 그 성능을 신용하고 있다. 그 때문에 첫 번째 주행에서 뒤쳐지는 일은 없을거라 생각해 타카하시 케이스케의 주행을 탐색하고자 후행을 선택한다. 하지만 단기 결착을 노리고 있던 케이스케가 예상외의 포인트로 스퍼트를 걸친 결과, 7초 차이가 나고 완패한다.
그 후, 「R·T카타기리」의 미나가와 히데오와 D의 타카하시 케이스케와의 배틀을 보고, 타카하시 케이스케의 실력에 감탄을 아끼지 않았다.

#### 오오미야 사토시(大宮 智史)
| 나이     | 20대 후반~30대 초반 |
| 성별     | 남성 |
| 차량     | 2000 마쓰다 MX-5 로드스터 (NB8C) |
| 색상     | 에볼루션 오렌지 미카 |
| 튜닝     | GARAGE VARY 프론트 범퍼 스포일러 타입-N, GARAGE VARY 사이드 스텝 타입-N, GARAGE VARY 리어 범퍼 스포일러 타입-N, GARAGE VARY 에어로 보닛+에어로 덕트, GARAGE VARY 경기용 GT-윙, B.I.M Creative Studio DHS ae031 휠 (건메탈릭), 롤바, 마쓰다 디터쳐블 하드톱 |
| 차량번호 | 相模 501 く 37-125 |

「팀 246」의 리더이며, 프로젝트 D 카나가와 제 1전에서의 다운힐 담당 드라이버이다. 팀내 투표로 다운힐 담당을 선출했을 때, 총 31표 중 31표의 만장 일치로 결정되었다.
배틀로 선행이나 후행을 결정할 때, 힐 클라임에서 당한 일을 염려해, 선행을 선택한다. 코스를 숙지하고 있어, 타쿠미를 능가하는 브레이킹을 선보여, 갤러리로부터도 「크레이지 다운힐」이라고 칭송받았다. 배틀은 종반까지 선행하고 있었지만, 로드스터와 86이 도그파이트 했을 때 리어 윙을 파손, 그 후 밸런스가 무너져 스핀해 버리고 만다.

### RT 카타기리 SV(レーシングチームカタギリ ストリート バージョン )
프로젝트 D의 진행을 저지하기 위해 구성된 방위 라인의 제2 방위 라인. 프로젝트 D를 하코네에서 맞아 싸운다. 스트리트 버전은 고개에서 미나가와나 카이가 달릴 때의 호칭으로, 서킷에서는 레이싱팀 카타기리뿐이다. 작중에서는 레이싱 팀을 「R·T」, 스트리트 버전을 「S·V」라고 표기하는 사례가 있다.

#### 코가시와 카이(小柏 カイ)
| 나이 | 20대 초반                                                                                          |
| 성별 | 남자                                                                                               |
| 차량 | (이로하자카 전) 토요타 MR2 G-Limited (SW20), (레이싱 팀 카타기리 전) 토요타 MR-S S Edition (ZZW30) |

코가시와 카이(小柏 カイ Kogasiwa Kai)는 토치기 현의 드라이버이다. 그의 아버지 코가시와 켄은 젊은 시절 후지와라 분타에게 패한 적이 있으며 분타와 마찬가지로 어렸을 때부터 아들에게 운전에 관해 영재 교육을 해왔기 때문에 타쿠미와 비슷한 조건을 가지고 있다.
자동차를 타기 이전에도 오토바이를 타고 이로하자카를 달렸으며, 닛코의 이로하자카에서 만큼은 누구보다도 빠르다고 자신하며, 이로하의 드라이버들을 하나씩 꺾어 나간다. 이로하자카를 홈코스로 하고있는 엠페라의 스도 쿄이치에게 도전하려 했지만, 쿄이치가 타쿠미에게 패배한 덕분에 타쿠미를 찾아가게 되고 이로하자카에서 배틀을 갖게된다.
터보가 아닌 미드십 엔진이 코너출구에서 빠른 가속을 할 수 있다는 이점과 홈 코스 특유의 공략법을 살려 공중에 그리는 라인을 선보여(이로하자카 점프)타쿠미를 당혹케 하지만, 떨어진 낙엽이라는 변수 때문에 타쿠미에게 지고 만다.
이후 레이싱 팀 카타기리에 들어가 프로 드라이버로 전향하지만, 프로젝트 D의 카나가와 원정 제 2전에서 다시 한 번 타쿠미의 86과 재회하고, 역시나 같은 미드십 엔진과 C-ONE 바디킷을 장착한 MR-S로 도전하지만, 종반의 레이트 브레이킹 승부에 대해 돌 지 못할 것이라고 판단해, 순간에 몸의 자세를 고쳐 세우기 위해서 의도적으로 차를 스핀시킨다. 그 결과, 타쿠미에게 크게 따돌려져 패배한다. 특히 코카사와 카이가 MR-S에 장착한 바디킷은 대부분 C-ONE의 파츠인데, C-ONE은 경영난으로 인해 2011년에 도산했다.

#### 미나가와 히데오(皆川 英雄)
| 나이 | 20대 중반                |
| 성별 | 남자                     |
| 차량 | 토요타 수프라 RZ (JZA80) |
| 튜닝 | BOMEX Type 4 바디 킷     |
| 색상 | 슈퍼 화이트II            |

R·T카타기리 S·V의 힐 클라임 담당. 말수의 적은 과묵한 성격으로, 케이스케에 대해서 「철저하게 때려 눕히고 싶은 기분이다」라고 발언하거나 「초보 4WD에 이긴 정도로 우쭐 거리지 마」라고, 팀 246의 코바야카와를 지칭해 돌려말해 매도하는 발언을 하는 등, 약간 냉혹한 일면도 보이고 있다. 초반부터 치열한 배틀을 펼쳐 케이스케의 스피드와 타이어 매니지먼트가 스스로의 예상을 웃돌고 있다고 판단하면서, 케이스케에 압력을 걸어 타이어를 소모 시키려고 한다. 그것이 케이스케를 당혹스럽게 하지만, 종반에 리어 타이어가 완전하게 소모되어, 2번째 주행에 돌입할 수 없는 것을 깨닫고 리타이어했다. 고개를 달리는 일에 대해, 단순한 기분 전환에 불과하다고 말하고 있다.

### 팀 스파이럴
프로젝트 D의 진행을 저지하기 위해 구성된 방위 라인의 카나가와「제3 방위 라인」. 자동차 튜닝을 중시하는 팀이며, 팀 멤버는 각각이 넘버링 되고 있다. 이케다에 의하면 하코네 고개의 자경단이라고 자칭하고있다.

#### 이케다 류지(池田 竜次)
| 나이 | 30대 초~중반                                                    |
| 성별 | 남자                                                            |
| 차량 | 닛산 페어레이디 Z (Z33)                                         |
| 튜닝 | INGS+1 Type E 프론트 범퍼,GT-Wing INGS+1 N-Spec스커트,리어 범퍼 |
| 색상 | 버닝 레드                                                       |

팀 스파이럴의 힐 클라임 담당 드라이버. 통칭 스파이럴의 「제로(0)」. 친가가 절을 운영하며, 풍부한 자금이 있는 것 같다. 제로 이론·무(無)의 경지라고 하는, 독자적인 이론에 근거해 달린다. 이 이론의 요체는, 스스로의 감정을 한없이 억제해서 달리는 것으로 자동차로부터 인포메이션을 정확하게 읽어내, 거기에 드라이버가 응해 가는 것을 통해 최선의 주행을 실현할 수 있다고 하는 것이다. 료스케는 "인간인 이상, 감정을 무로 하는 것 등 불가능해", "제로 이론에서는 투쟁심 마저 필요없다고 하지만, 그건 아니야" 라고 말하며 이 이론을 부정하고 있다. 케이스케와의 배틀의 전에는, 차 안에서 명상을 하여 마음가짐을 정돈하고 있었다. 짙은 안개가 낀 악조건 속에서의 배틀에서 마음 속으로는 악셀을 떼려고 하는 자신과 본능적으로 악셀을 밟으려고 하는 또 다른 자신과의 갈등에 빠지게 되고, 그로 인해 강하게 이기고 싶어하는 기분, 즉 자신이 평상시에 부정하던 투쟁심을 느끼며 멘탈 붕괴 상태까지 온다. 결국 그는 자신이 제로(0)의 마음으로 달리지 않은 것을 깨닫게 된다. 그럼에도 불구하고 자신의 이론을 믿고 끝까지 달리려고 했지만, 케이스케와 켄타가 사전에 미리 정해 둔 추월 포인트에서 켄타가 목표 지점에 대항차가 없는 것을 확인 후 케이스케의 휴대폰에 전화 벨소리로 알리게 되고, 이로 인해 케이스케가 목표 지점에 대항차가 없다는 것을 알고 멘붕 상태에 빠진 이케다의 Z33을 추월하게 되고, 결국 이케다는 전의를 잃고 패배하게 된다. 승부에서는 졌지만 멋진 승부였다고 인정하고 자신과 제로 이론의 성장을 다짐한다.
원작 39권(애니메이션에서는 5th Stage 6화)에서 사신 GT-R에 습격당하지만, "왜 그토록 센스가 있는 드라이버가 이 지경이 되었을까..." 라고 하며 의문스러워한다. 그 후, 료스케와 호죠 린의 결투가 시작되었을 때는, 하코네 고개의 자경단을 칭하며 두 명의 뒤를 추격하게 되고, 료스케에 만일의 일이 일어났을 경우의 백업 역할을(료스케에게는 이야기하지 않지만) 스스로 자청하고 있어서 브레이크의 상태가 완전히 갔음에도 불구하고 계속 달리는 호죠 린을 구하려고 하는 료스케를 도와, FC의 옆에 자신의 Z33을 놓아 풀 브레이킹을 하여 두 차량의 제동력을 이용해 호죠 린의 R32를 멈추는 것에 성공했다.

#### 오쿠야마 히로야(奥山 広也)
| 나이 | 20대 후반~30대 초반                                                                                              |
| 성별 | 남자 |
| 차량 | 닛산 실비아 Spec R Aero (S15)                                                                                    |
| 튜닝 | GP-Sports G-Sonic Evolution 바디 킷, GP-Sports Gullflame 바퀴, GP-Sports GT Wing, GP-Sports EXAS EVO TUNE 소음기 |

팀 스파이럴의 다운힐 담당 드라이버. 통칭 스파이럴의 「01(제로 원)」. 도발적인 성격으로, 프로젝트 D와의 싸움에 대해서 "나는 처음부터 페이스를 올릴 생각은 없다." 라고 발언을 하고 있었다. 애차의 S15의 성능에 자신을 가지고 타쿠미에게 선행을 내주고 뒤에서 압박해 들어가려 하지만, 「후지와라 존」을 구사하는 타쿠미에 의해, 자신이 이해하지 못하는 주행 앞에서 무력함을 드러내며 완패했다.

### 사이드 와인더
카나가와 3대 세력 중 하나로 "4 단계 방어 라인"을 고안·지휘하고 있다. 프로젝트 D의 실력을 알아보기 위해 주행 시간을 카나가와 1회전부터 측정하고 있다. 근거지는 카나가와 현 아시가라시모 군 유가와라마치 동백라인 카나가와현길 75호 유가와라 하코네 센고쿠바라선

#### 호죠 고우(北条 豪)
| 나이      | 불명                          |
| 성별      | 남성                          |
| 차량      | 혼다 NSX (NA1)                |
| 차량 색상 | 포뮬러 레드                   |
| 튜닝      | ADVANCE 바디 킷, BBS LM(추정) |
| 차량 번호 | 横浜 39 ま 40-298             |

힐 클라임 담당의 최고 레벨 드라이버. "사신 GT-R"이라고 불리는 친형인 호죠 린과 함께 "후지의 호죠 형제"로 현지에서는 알려진 존재이다. 이론파인 린에게 자신의 감성과 집중력의 퀄리티로로 승부하는 천재적 감각의 드라이버. 타카하시 형제의 케이스케와 비슷한 케이스이다.
한 때는 우애가 돈독하여 현재의 타카하시 형제와 비교될 정도로 좋은 형제 관계에 있었지만, 약혼자인 카오리의 죽음으로 자포자기가 된 형의 모습에 환멸을 느껴 사실상 포기 상태가 되어 있었다. 따라서 타카하시 형제 사이의 우애를 "기분 나쁘다"라고 평가하는 등 현재는 형제의 인연에 부정적인 생각을 가지고 있다. 그러나 다시 마음을 다 잡고 자신을 응원하러 온 형인 린이 즐기라고 조언을 해 주었는데, 처음에는 당황을 했었다.
그리고나서 케이스케와 배틀을 벌이게 되는데, 본인이 선행인 1회전에서는 감정을 최대한 배제하고 배틀을 한 결과 코스 레코드를 2초가량 단축시켰지만, 후행의 케이스케를 떨칠 수 없었던 것에 대해 실망하는 눈치였다. 이어서 후행인 2회전에서는, 선행하는 케이스케의 FD를 보며 "그것 참 기분 좋게 달리는걸..." 이란 말을 하며 배틀 전 형인 린이 말한 "즐겨라"라는 말의 진의를 깨닫게 되며 이 때까지 가지고 있던 린에게서의 증오심을 떨쳐버리게 된다. 그 때부터 형의 조언을 수용해 순수하게 주행을 즐기면서 경기의 중~후반 즈음부터 스퍼트를 올려 본격적으로 속도전을 벌인다. 맹렬하게 도망치는 케이스케의 FD를 쫓다가 막판의 코너에서 오버스티어로 인해 결국 그의 NSX는 스핀하게 된다. 결과적으로 배틀은 고우의 패배로 끝났지만, 마지막에 그는 린과의 대화에서 "그 녀석과 주행하면서 엄청나게 농밀한 커뮤니케이션을 주고 받은 듯 해" 라고 말하면서 케이스케와의 배틀에 만족해하는 표정을 지었다.

#### 이누이 신지(乾 信司)
| 나이      | 중/고등학생                                          |
| 성별      | 남성                                                 |
| 차량      | 토요타 스프린터 트레노 GT-APEX (AE86) (후기형 2도어) |
| 차량 색상 | 하이테크 투톤                                        |
| 차량 번호 | 相模57 い12-186                                      |

호죠 고우가 다운힐 전담 드라이버로 호출한 중/고등학생. 편부모, 무면허로 매일 같은 코스를 달리고 있는 것 등등, 여러 면에서 타쿠미와 비슷한 경력을 가진다. 학업 성적은 좋지 않지만, 지능 지수와 공간 파악 능력이 월등히 높다. 그의 2도어 트레노는 이미 사망한 랠리스트인 아버지의 유품.
초등학교 4학년 무렵 피곤한 몸에도 자신을 학교에 보내는 어머니의 모습을 보기 힘들어서 돌아오는 길의 다운힐에 한해 핸들을 잡게 된다. 매일 같이 어머니의 운전과 정을 보며 자랐기 때문에, 자신의 수족처럼 트레노을 조종할 수 있는 운전 기술을 이미 터득했다. 그 주행은 "얼마나 브레이크를 밟지 않고 달릴 수 있을까?"라는 게임과 "조수석에서 자는 어머니가 깨지 않도록 달린다"라는 그의 어머니를 위한 배려에서 오는 목표에서 생겨난 것으로, 그의 어머니가 말하길 "조수석에서 G를 느끼게 하지 않는", "두 R이 섞인 코너를 하나의 R로 정리해 달려 버린다" 정도. 단, 어디 까지나 그러한 과정에만 특화된 주행이기 때문에 다른 과정은 평범한 드라이버의 것이라고도 평가받고 있다. 신지의 단점은 기술 이전에 속도를 겨루는 모터 스포츠의 재미를 깨닫지 못하고, 동기 부여가 낮은 것이다. 신지의 특징은 주행 중의 자동차를 보는 것만으로 드라이버의 실력이나 감정의 변화를 감지할 수 있는 특수한 능력을 가지고 있다는 것인데, 실제로 스파이럴 전에서는 케이스케의 FD3S에서는 "노란 불꽃"을, 타쿠미의 86 트레노에서 "하얀 날개"를 보았다고 발언한다.
처음에는 배틀에 대한 부담감으로 출전을 거부하였으나, 이후 배틀 장소에서 호조 고우와 타카하시 케이스케의 경기를 보던 중 사토 마코와 사유키를 만나 이야기를 하다가 마침 배틀 중이던 두 차를 보며 감동하는 사토 마코를 보며 다시 전의를 불태워 결국 배틀에 참가하게 된다. 배틀 초반에는 여유를 가지고 독특한 리듬으로 선행하며 뒤따르는 타쿠미를 완전히 당황시켰으나 이전에 본 "하얀 날개"를 다시 보고 싶다는 생각에서 갑자기 비상등을 점등하고 진로를 양보해서 타쿠미를 앞으로 보내는, 레이서로서는 도저히 이해할 수 없는 행동을 하게 된다. 이로 인해 타쿠미는 물론 쿠보 에이지와 호죠 고우, 프로젝트 D의 멤버들, 그리고 관전하던 갤러리들도 당황하게 된다. 하지만 그의 이러한 행동으로 타쿠미의 집중력이 흐트러진 탓에 "하얀 날개"를 볼 수 없는 것을 깨닫고 타쿠미의 86에 접촉하여 제치는 데 성공하였다. 그런 다음 다시 선행으로 복귀를 하였으나, 점점 신지는 자신의 스피드를 뒤따라오는 타쿠미 때문에 집중력이 흐트러지며 의욕마저 떨어지게 되고, 결국 주행 라인 마저 흐트러지게 된다. 결국 타쿠미에게 그 점을 간파당해 타쿠미의 특기인 블라인드 어택으로 추월당하게 된다. 그 때 타쿠미의 86에서 "하얀 날개"가 나타나는 것을 보게 된다. 하지만 타쿠미의 86은 초반부터 독특한 리듬의 신지의 주행 라인을 따라가느라 프론트 타이어 쪽의 그립이 많이 남아있지 않게 되어 후반의 코너에서 점점 바깥으로 빠지면서 결국 신지의 86에 접촉당해 다시 추월당하게 된다. 다시 추월당한 타쿠미는 집중력을 올려 막판에 엔진 회전수를 한계치인 11,000rpm까지 올리고 자신의 주특기인 블라인드 어택을 사용한다. 그리고 방심한 신지의 틈을 타서 사이드 바이 사이드로 라인이 거의 같아지기에 이른다. 마지막 코너에서 타쿠미 자신의 86이 앞으로 나오는 것을 알고 헤드라이트를 켜서 시프트 업을 하려는 순간 이미 타쿠미의 86은 한계치인 11,000rpm을 한참 넘어서고 있었고, 결국 타쿠미의 86은 엔진 블로우 현상이 발생하여 타이어 록이 걸리면서 스핀하게 된다. 신지는 이에 휘말리지 않기 위해 자신의 86도 스핀시킨다. 그러나 타쿠미는 그간의 쌓아 온 경험으로 이에 당황하지 않고 침착하게 엔진 블로우 상태의 자신의 86을 180도 스핀된 상태에서 클러치를 밟아 뒷 타이어의 그립을 겨우 회복시켜 역행, 즉 차량의 후미가 앞 쪽으로 된 상태로 내리막을 내려가게 된다. 신지도 스핀시켰던 자신의 86을 다시 제자리로 되돌리지만, 공도 레이싱 경험이 거의 전무하다 보니 어떻게 할지 몰라 당황하여 결국 속도를 잃게 된다. 그로 인해 결국 역행 상태로 타쿠미가 먼저 결승선을 통과하게 된다. 결국 실전 경험의 차이가 승부를 가르게 된 셈.

#### 쿠보 에이지(久保 英次)
대 프로젝트D 전을 위해 사이드 와인더에 고용된 최고 레벨의 메카닉 겸 작전 참모로, 간사이 지방 사투리를 구사하는 풍채 좋은 중년의 남자이다. 데이터 수집 및 분석에 있어서 프로이며, 드라이버와 자동차의 능력·습관 등을 정확하게 파악할 수 있는 능력을 가지고 있다. 그가 합류함으로써, 사이드 와인더의 전체 수준이 극적으로 올랐다. 젊은 시절에는 랠리스트로 활약하며 지방 대회에서 여러 번 입상을 했었다. 현역 은퇴 후에는 메카닉으로 업체에서 주최하는 레이스 팀에 소속되어 있었지만, 후에 독립하여 자신의 튜닝 샵을 꾸렸다. 현재 자신의 상점에서 제작한 데모 카를 서킷에 투입시켜, 타임 어택을 하고 얻은 데이터를 바탕으로 애프터 마켓 부품의 제작 및 판매를 하고 있다. 실제로 그가 만든 애프터 파츠들은 성능이 좋기로 유명하다고 한다. (작중에서)

## 그외

### 모기 나츠키(茂木 なつき)
타쿠미의 여자친구로 스토리 상에서 타쿠미를 포함해 3명의 남자를 사겨왔었다(미키, 2nd Stage의 한 남자). 그녀는 돈을 벌기위해 원조교제를 해왔었고 그걸로 인해 여러 남자들에게 놀잇감으로 여겨지게된다. 3rd Stage에서 미키에게 납치되어 아키나 호수로 끌려가다가 타쿠미가 구하게 되고 이후 졸업하게 되면서 타쿠미와 헤어진다.

### 미키 (御木)
| 나이 | 20대 초반                     |
| 성별 | 남자                          |
| 차량 | 토요타 셀리카 GT-FOUR (ST205) |
| 성우 | 타쿠미 야마자키               |

타쿠미의 고등학교 시절 활동한 축구 동아리 선배. 그는 셀리카 GT-FOUR (ST205)를 소유하고 있다. 그는 나츠키 모기와 원조교제를 했다는 것을 자랑하다가 이것을 듣게 된 타쿠미에게 주먹을 한대 맞는다. 이후 3rd Stage에서 모기를 납치하여 아키나 호수로 끌고가다가 차를 세웠을 때 모기가 도망을 가면서 타쿠미에게 도와달라고 연락을 한다. 그러나 미키는 도망가는 모기를 붙잡아 다시 차에 태우고 타쿠미가 오기 전에 도주를 시도했으나 연락을 받은 타쿠미가 86을 운전해 아키나 호수로 가고 그곳에서 미키의 셀리카와 마주쳐 추격전을 벌이게 되고 마침내 모기를 구하는데 성공한다.
그런데 재미있는 점은 후지와라 타쿠미의 성우가 "미키" 신이치로이고 미키의 성우가 "타쿠미" 야마자키라는 것이다.
또한 이는 레이서가 아닌데 아케이드 스테이지 3에서 아키나(눈) 코스의 라이벌로 등장했었다. 애니메이션 원본에서는 일본 국내사양의 3도어 해치백 쿠페 타입에 블랙 계열의 색상의 차량이었으나, 영화판 3rd Stage에서는 일본 국내사양에는 없는 수출형 2도어 쿠페 타입의 차체에 색상은 실버 계열의 차량이 등장한다.

### 아키야마 카즈미(秋山 和美)
아키야마 와타루의 여동생. 타케우치 이츠키와는 2기에서 만난다. 당시 아키야마 남매는 군마에 있는 친척집에 잠깐 일이 있어서 온 상태였다. 그리고 이츠키는 와타루의 레빈을 보고 반하는데, 카즈미는 그런 이츠키를 쫓아낸다. 그런데 얼마 후, 카즈미가 물건을 살 때 돈이 부족해지자, 이츠키가 그녀를 도와준 것을 계기로 친해지게 된다. 그러나 와타루가 타쿠미에게 패배하고 군마현을 떠남에 따라 이들도 헤어진다. 그러다가 4기에서 재회하는데 이땐 거의 연인사이로 발전한다. 그러나 둘의 데이트 도중, 카즈미의 전 남친이 와타루와 함께 찾아오고 전 남친은 카즈미에게 용서를 빈다. 이츠키도 두고 볼 수 없어 구애를 하나, 카즈미는 이츠키가 보는 가운데 전 남친을 택하고 만다.

### 도쿄에서 온 2인조(東京から来た2人)
도쿄의 서킷에서 실력을 닦아온 오덕후들로 아키나 고갯길에서 이케타니에게 도전을 건다. 도전을 받은 이케타니는 도쿄의 2인조와 배틀을 벌이게 되지만 결국 추월당하고 만다. 그러나 준비했다는 듯이 이케다니의 S13 뒤에서 달려온 이츠키의 AE85(타쿠미가 운전했음) 마저도 상대하게 되는데 "초울트라 슈퍼 레이트 브레이킹" 이라 불리는 희한한 기술을 시현하려다 AE85가 도랑타기를 해서 지고만다. 실제로, 영판에서는 이들을 '오타쿠1, 오타쿠2'로 해석한다. 타쿠미는 이케타니와 이들의 실력 차이는 비슷한 것 같고, 차량의 전투력 차이로 이긴 것 같다고 했다.

### 폭주족 두목(元暴走族リーダー)
군마 지역의 한 폭주족 두목. 사실 이 폭주족은 옛날에 타카하시 케이스케가 두목을 맡았던 폭주족이였다. 이들은 츠시사카의 팀으로부터 프로젝트 D에게 쓴 맛을 보여주라는 요청을 받았지만 프로젝트 D의 타카하시 케이스케를 알아본 그들은 역으로 츠시사카 팀을 압박한다.

### 우에하라 미카(上原 美佳)
사이타마에 사는 여고생으로, 17세. 자동차를 좋아하는 친구 토모코가 프로젝트 D의 후지와라 타쿠미를 위장한 가짜에게 헌팅되었다가 토모코가 희롱당한 일을 화내, 타쿠미가 근무하는 주유소까지 가, 타쿠미의 뺨을 때린다. 그 후 가짜 프로젝트D의 사실이 판명된 다음은, 타쿠미에 사과하게 되고 그 사이에, 타쿠미란 몇 번인가 만나게 된 것을 계기로, 가까운 사이가 된다. 어릴적부터 부친에게 골프의 영재 교육을 받아 잡지나 텔레비전으로 「천재 소녀」라고 불릴 정도의 실력을 가지고 있어 현재는 고등학교의 골프부에 소속.
여성 캐릭터로 유일하게, 코믹스의 표지를 장식했다(35권).

### 호죠 린(北条 凛)
| 나이      | 불명                                   |
| 성별      | 남성                                   |
| 차량      | 닛산 스카이라인 GT-R V-Spec II (BNR32) |
| 차량 색상 | 제트 실버 메탈릭                       |
| 튜닝      | NISMO製프론트 범퍼, GT윙 롤 바         |
| 차량 번호 | 群馬 33 ぬ 37-564                      |

사이드 와인더의 호죠 고우의 친형으로, 타카하시 료스케가 다니는 의대의 3년 위의 선배이다. 치밀한 이론이 뒷받침되는 드라이빙 감각의 소유자이며, 료스케와 고우에겐 레이서로의 스승에 해당한다. 고우와 함께 큰 병원의 원장의 아들이나 이론파의 형과 감각파의 동생이라는 성격, 드라이빙 스타일 등 여러 면에서 타카하시 형제와 매우 닮아있다.
한때 료스케와 삼각 관계에 있던 약혼자 카오리가 자살한 것으로 자포자기 상태가 되어 직장을 그만두고 고향을 뛰쳐나와, 애차인 R32 스카이라인 GT-R을 무차별적으로 상대 자동차에 부딪혀 추락하는 "사신"으로 변했다. 그로 인해 "사신 GT-R" 이란 별명을 얻었다. 프로젝트 D와의 배틀을 앞두고 스파이럴의 이케다 류지도 자신의 Z33 페어레이디 Z가 사신 GT-R과 부딪히고 나서 겨우 컨트롤을 할 정도였다. 사후의 세계가 있다고 하는 믿음에 카오리를 애타게 그리고 있고 "료스케과 목숨의 거래를 하고 싶다"고 발언하는 등, 죽음에 두려움이 전혀 없다.
카오리의 기일 저녁에 료스케와 생사를 건 초고속 코너 배틀을 펼쳐 추정 출력 650마력을 자랑하는 R32의 전투력과 완벽한 드라이빙으로 료스케의 FC를 사지로 몰아 넣는다. 그런데도 료스케를 죽이는 것에 실패하고, 이윽고 타이어와 브레이크의 마모에 의해 제동력을 잃고 반대로 궁지에 빠진다. 그대로 코스 아웃으로 전락하기 직전 료스케의 FC와 후방에서 배틀을 지켜보고 있던 이케다가 자신의 Z33으로 협력해 두 대의 차로 R32를 제동하는 데 성공하여 린은 목숨을 구제받게 된다. 배틀 이후 료스케와의 대화를 통해 회심하고 과거 청산을 위해 레이서로서의 은퇴를 결심하고, 자신의 R32을 처분하여 원래의 직장에 복직한다. 그 프로젝트 D와의 배틀에 앞선 고우를 응원하러 가게 되고, 승리의 고집 때문에 여유가 부족한 고우의 부담을 줄여주기 위하여 "즐겨라"라는 조언을 보낸다. 쿠보 에이지에 관해서는 고우와의 대화에서는 "훌륭한 참모" 라고 칭찬을 하면서도, 스파이럴의 이케다와의 대화에서는 "쿠보 말인가.... 그 배불뚝인 그냥 엿먹으라지. 약아빠졌기만 했고 료스케에 비해 미학이 없거든." 이라고 말하며 비판적인 의견을 보이고 있다.

### 카오리(香織)
린의 전 약혼자였지만 사망. 그녀의 아버지가 경영하는 회사는 호죠 家 병원과의 거래를 통해 경영이 이루어졌으며, 그들의 결혼은 일종의 정략 결혼이었다. 그런 시기에 료스케와 만나 마음을 빼앗기게 되고, 결국 린과의 결혼을 거부하고 아버지와 크게 다투게 된다. 린은 자신과 결혼할 수 없는 이유를 말한다면 그것을 받아들일 생각이었지만, 그녀는 끝까지 이유를 말하지 않은 채 목숨을 끊었다. 이로 인해 료스케와 린은 한동안 결렬하게 된다.